# 國際金融中心商場

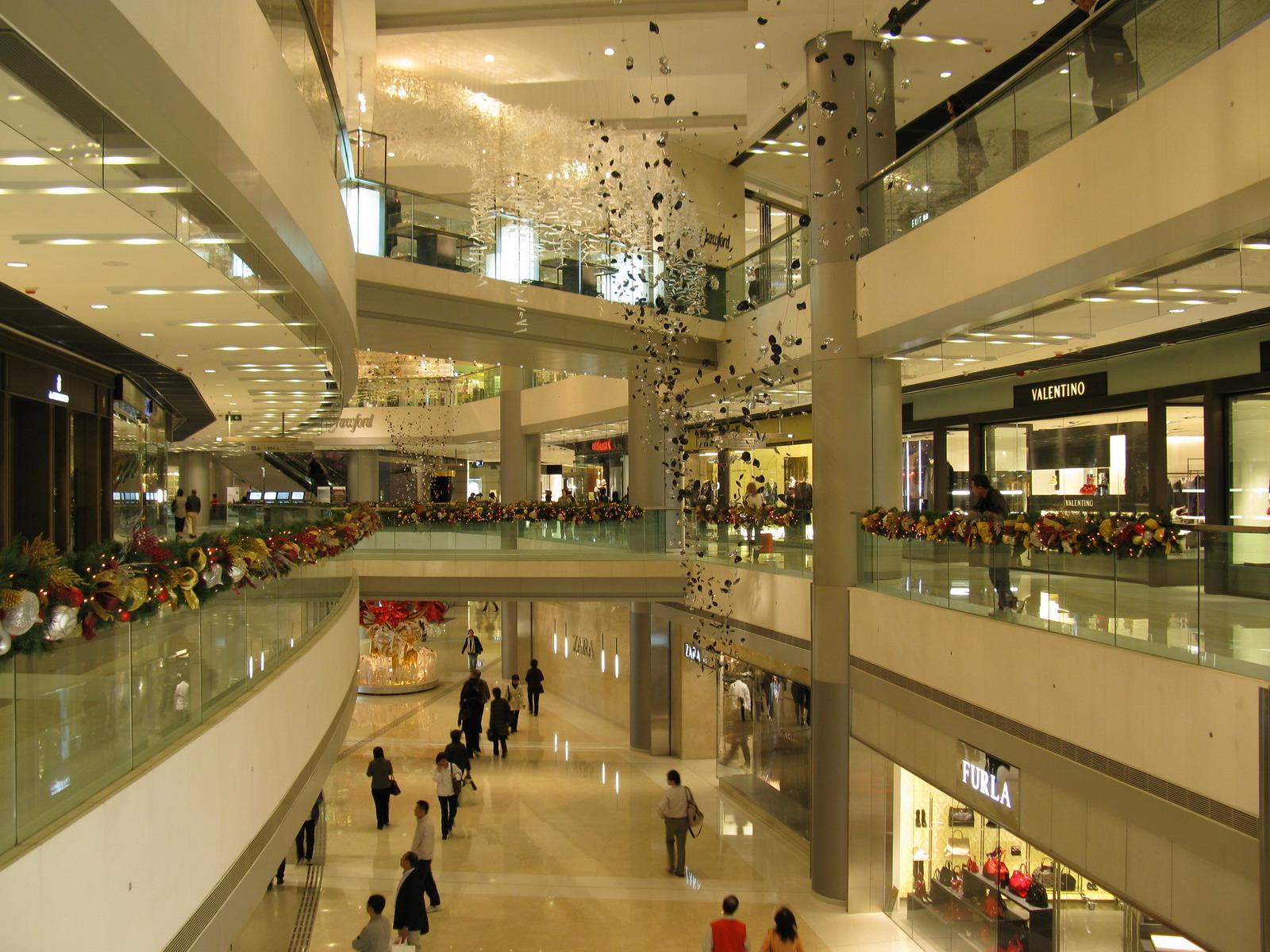
國際金融中心二期商場內部（2007年）

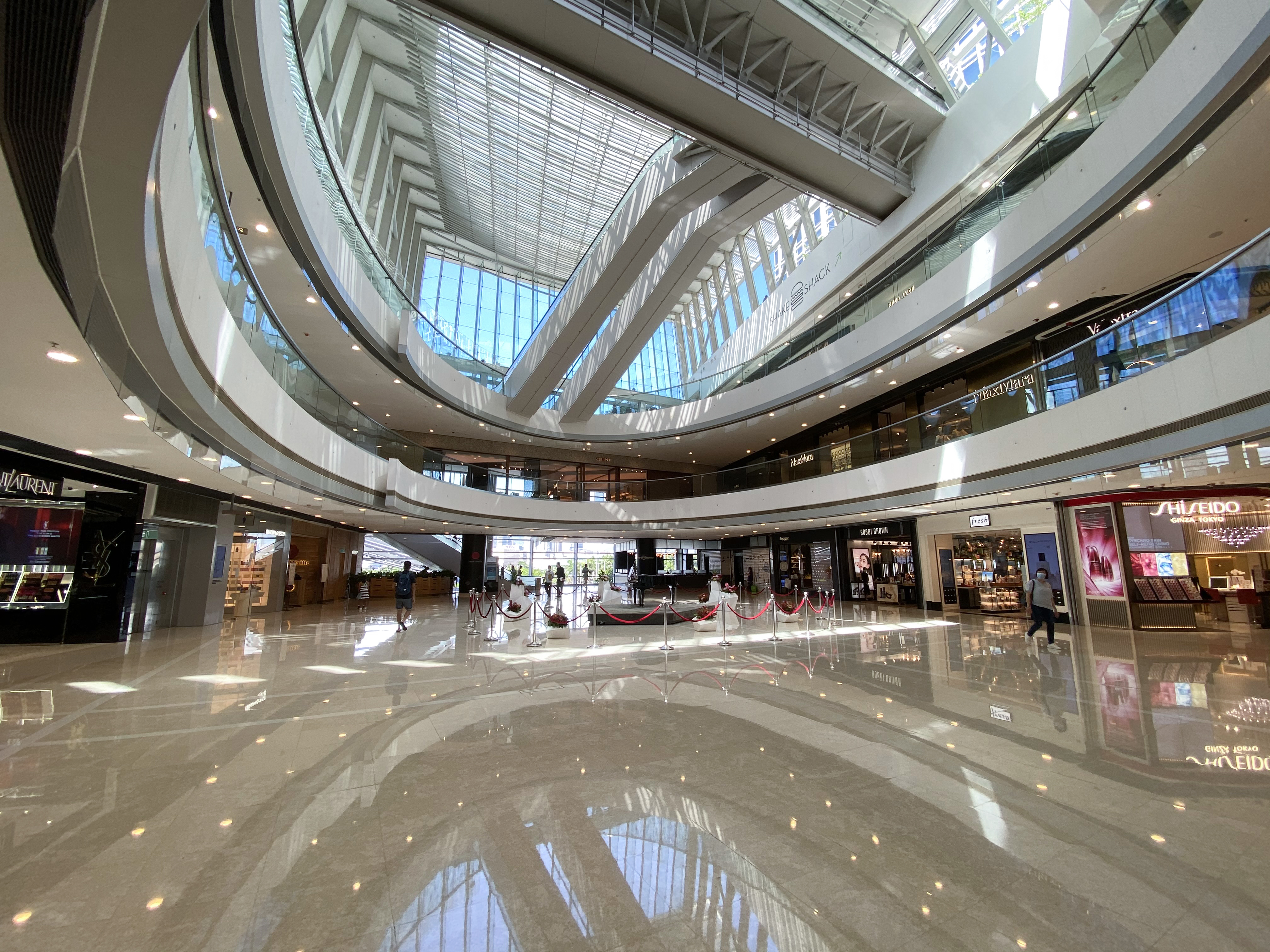
國際金融中心二期商場中庭

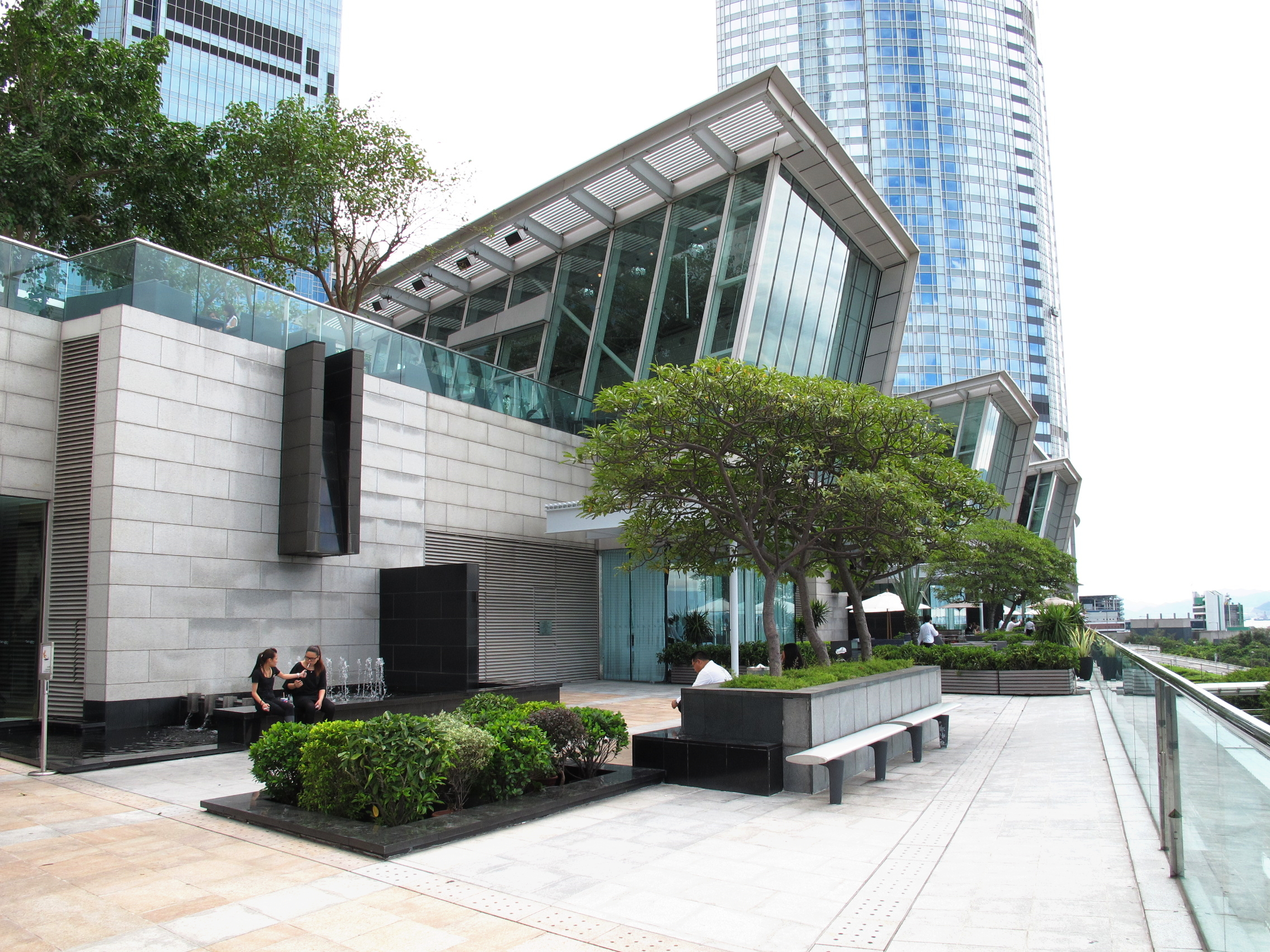
商場3樓平台花園

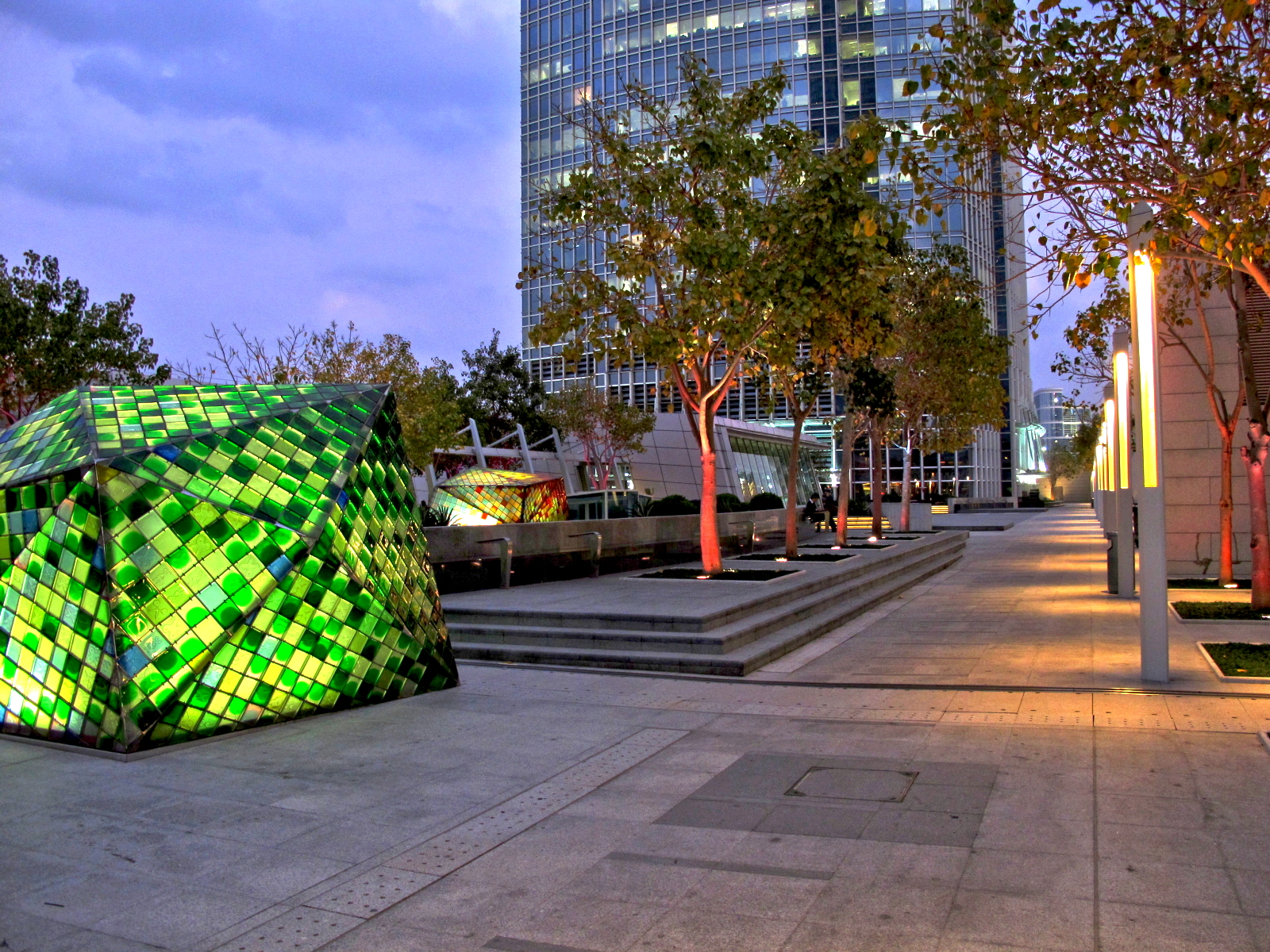
商場4樓頂層設平台花園

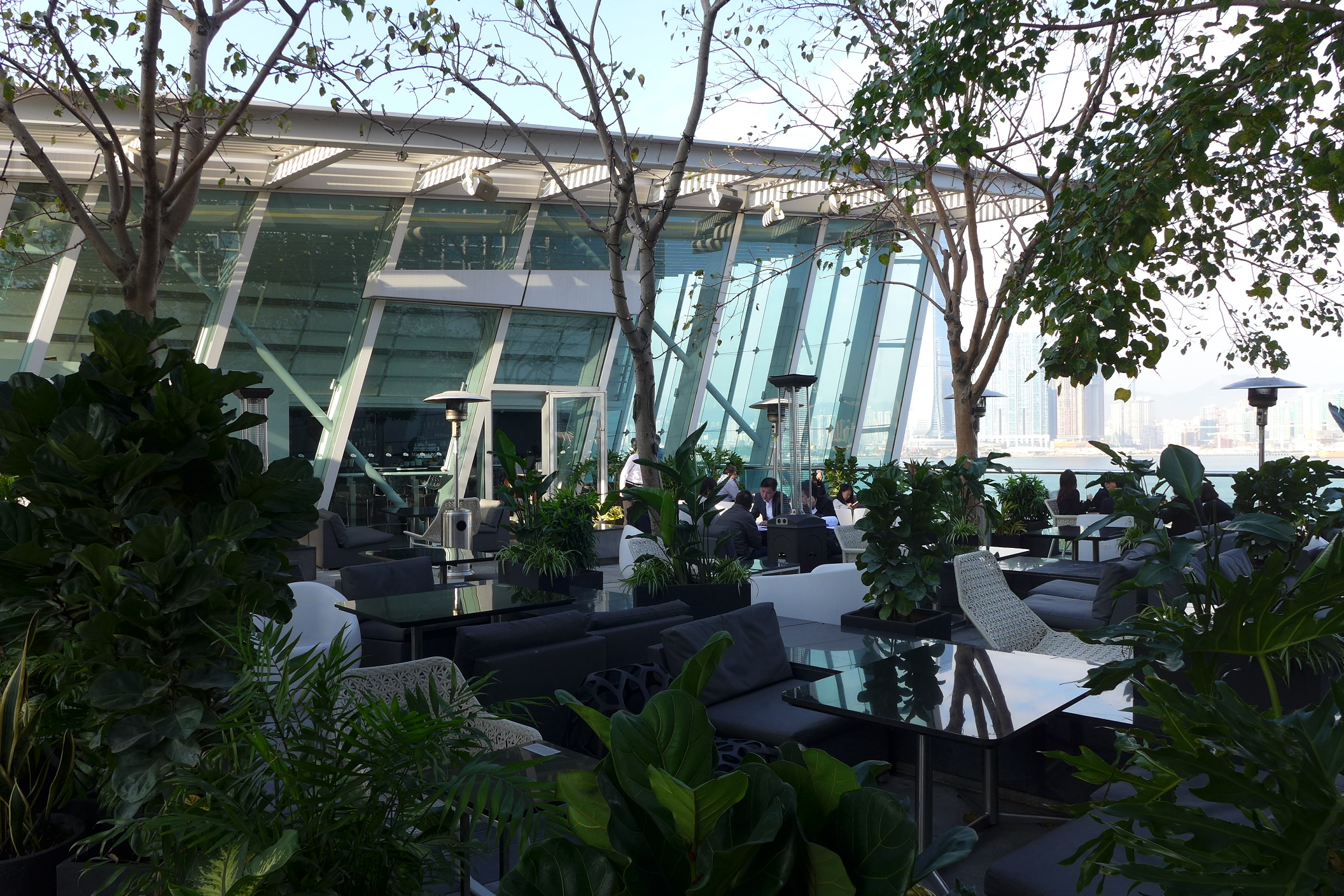
商場4樓高級餐飲

國際金融中心商場（英語：IFC mall）位於香港香港島中環金融街8號。商場分兩期落成，分別於1998年及2003年開業。商場樓高4層，總面積達80萬平方呎，毗連國際金融中心一期及二期頂級寫字樓、四季酒店及四季匯套房酒店。商場由新鴻基地產及恆基兆業管理。

## 建築特色
商場由國際著名建築師CesarPelli設計，採用簡約雅致的設計，並採用落地玻璃幕牆引入天然光線；再配合商場寬闊的通道，以及於不同商場角落放置數件名師設計的大型藝術品，為遊人營造悠閒的購物環境。

## 商場結構

### 第一期
第一期商場樓高3層，面積達180,000平方呎。商場1樓於1998年7月6日開業，2至3樓的商舖於同年12月陸續開業。當年商場每層都設有食肆，當中包括Eating Plus、仙踪林、意粉屋、當時首次來港開業的Wine Bar及Manhattan Bagels三文治店和Pacific Coffee等。其他租戶包括佔地3,500平方呎Dymocks書店服飾、Raffles精品店、Adela's Classics、泰來電腦、Antique Pieces鐘錶店、美容、個人護理、精品、影音、餅店和銀行等。
2005年，為配合商場第二期開業，統一整座商場設計，商場曾經進行翻新工程。工程包括全面翻新及更換各樓層的天花板、地台、指示牌及洗手間。2010年，商場洗手間及1樓的天花板再次進行翻新，當中天花板的款式於新加坡的ION Orchard十分相似。
現時第一期商場主要租戶包括多間高級珠寶及鐘錶店；流動通訊店SmarTone、Glasstique眼鏡店、Mannings Plus、影音店AV Life、BOSE；男士服裝店CANALI、Kent & Curwen；高級髮廊PRIVATE i SALON及書店DYMOCKS和BOOKAZINE。食肆主要包括TWG Tea、Pret A Manger、麥當勞餐廳、GODIVA Chocolatier、翡翠拉麵小籠包、Le Goûter Bernardaud、利苑酒家和正斗粥麵專家

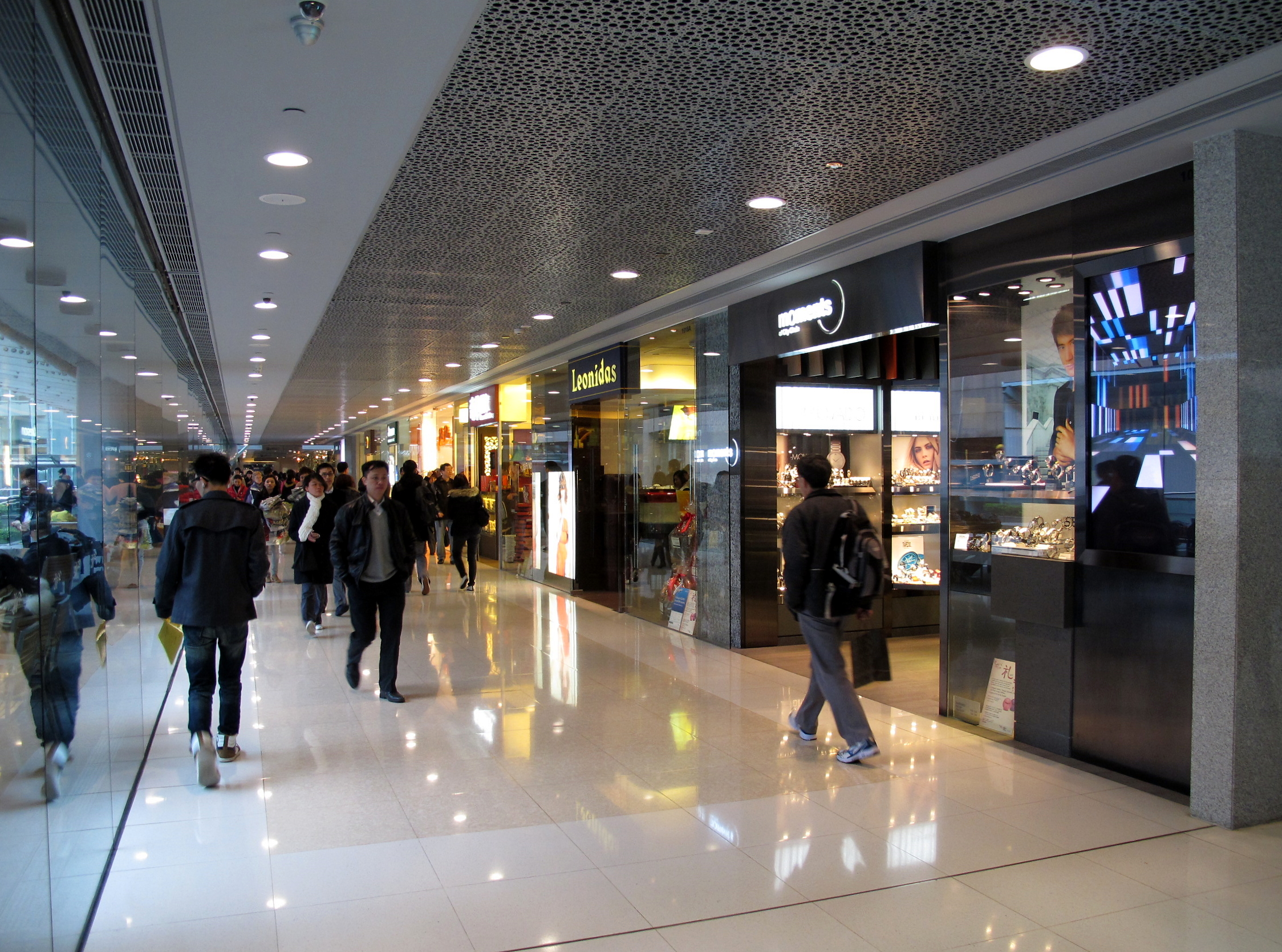
第一期1樓通道
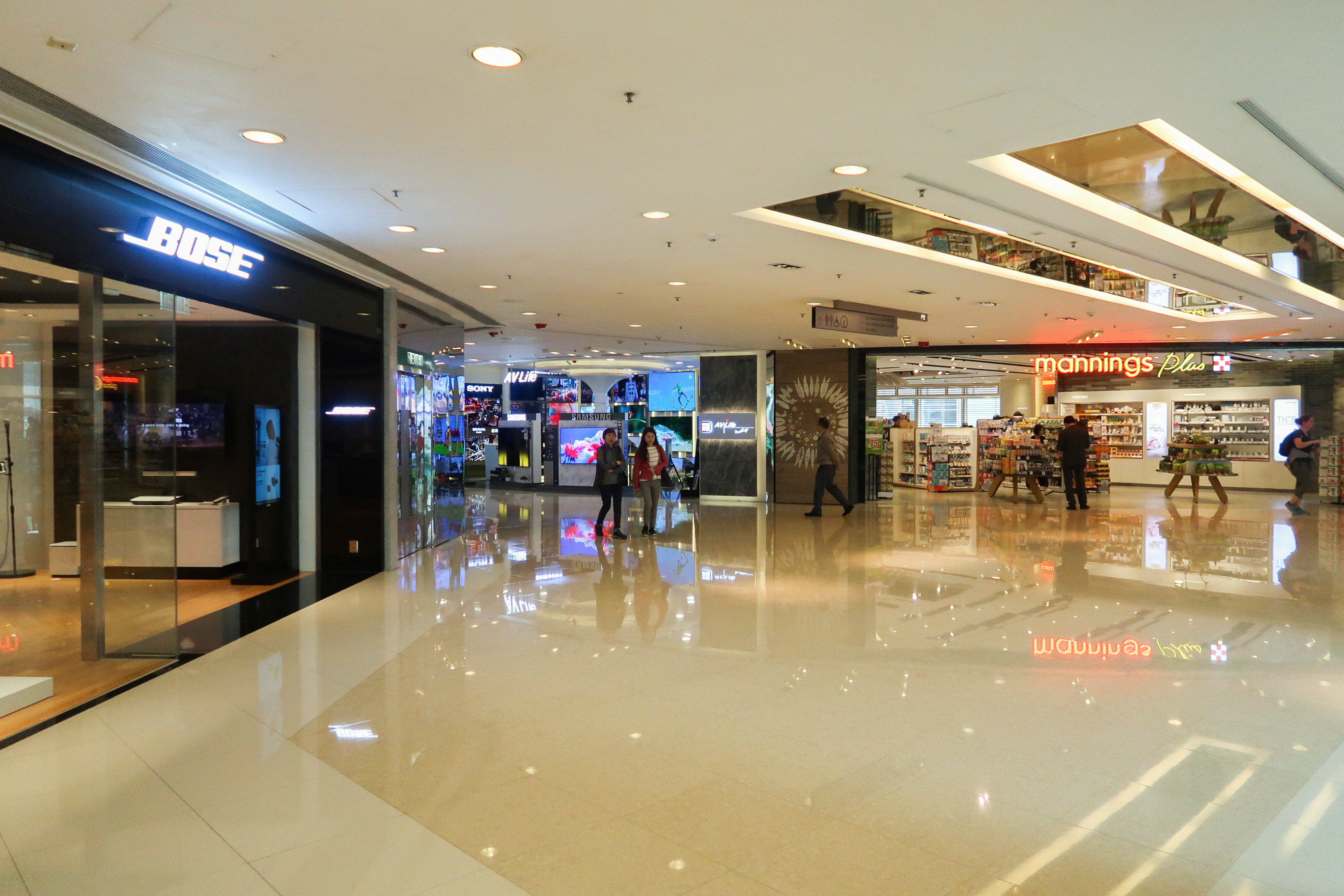
第一期2樓通道
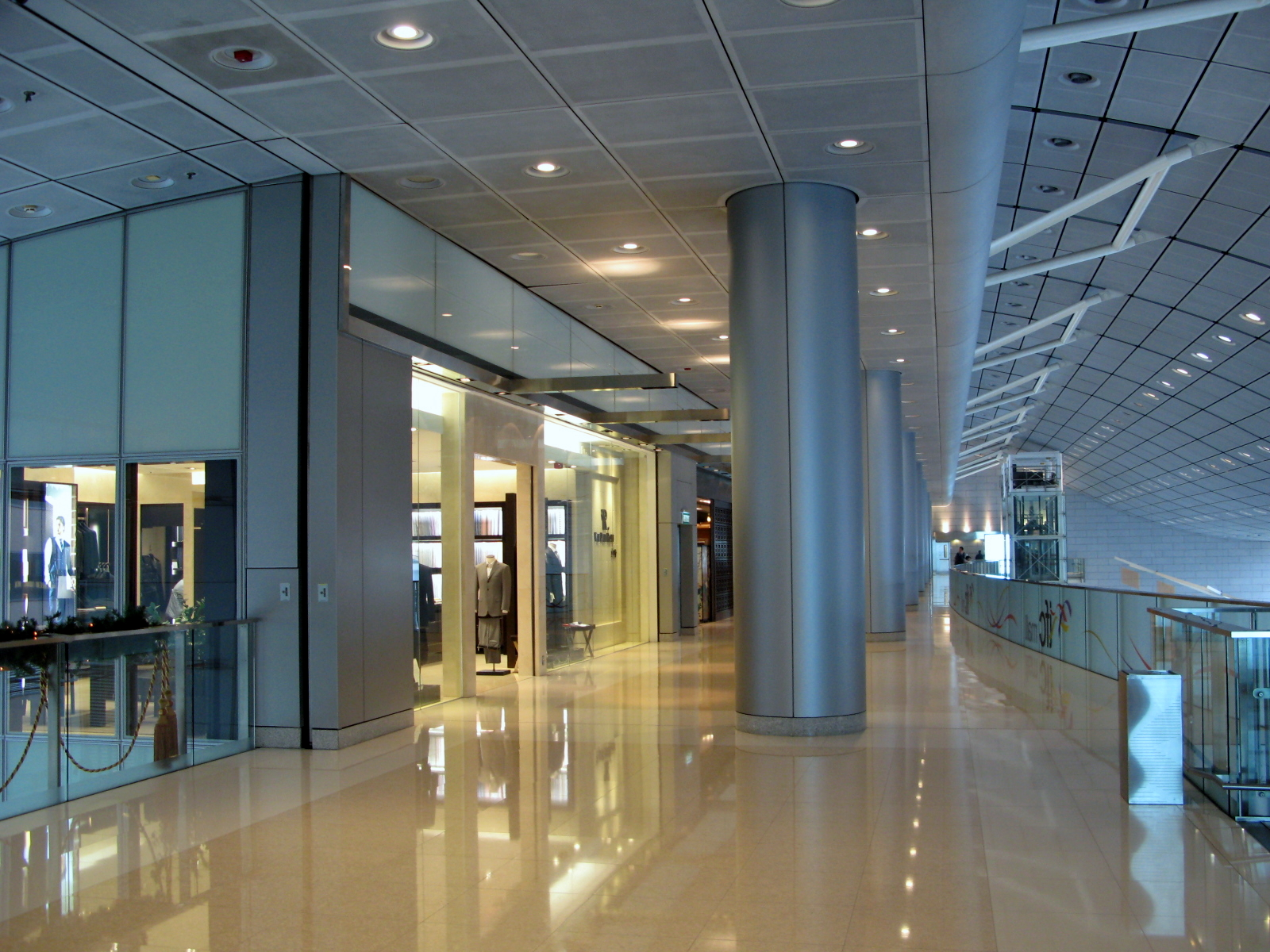
第一期3樓通道
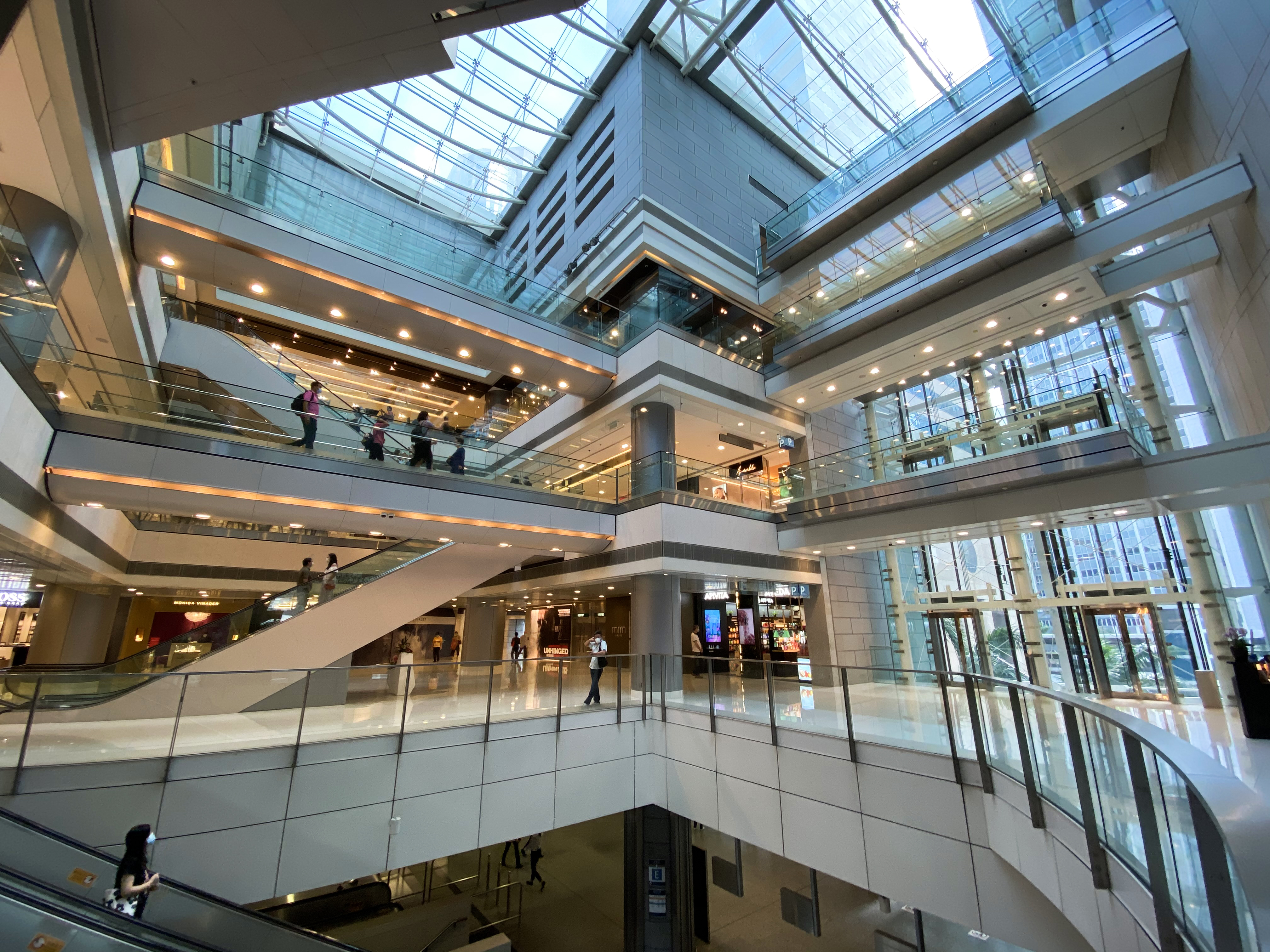
中庭

### 第二期
第二期商場樓高4層，面積達620,000平方呎，商場於2003年10月18日開業。二期商場以多個國際知名品牌為主。當中包括名牌服飾、化妝品、禮品的國際品牌，如Agnès b.、Burberry、CK Calvin Klein Jeans、Ermenegildo Zegna、Kate Spade、Laneige、Mango、Valentino以及當年首度進軍本港的Sole Alliance、Scapa、Thomas Sabo及Zara等。當中Agnès b.租用6,000方呎、Burberry租用5,000方呎、Zara租用15,000方呎、Ermenegildo Zegna及Valentino各租用3,000方呎。
開業初期特色食肆包括法國菜Le Parisien、Starbucks、日本菜REI Sushi及快餐店Can.teen。其他租戶包括全中環最大型的戲院的Palace ifc，佔地19,000平方呎，內設五間影院、紀念品店及咖啡店；以及佔地20,000平方呎食品及家居用品專門店c!ty'super。
2019年3月，媒體報道原租戶Zara15,000方呎樓面，其中4,000餘平方呎由化妝品零售商SEPHORA租用，月租約200萬元。
1樓主要租戶為高級潮流服飾及多間化妝品店。主要租戶包括TSUMORI CHISATO、Nine West、Brooks Brothers、MADIA珠寶店、Max&Co.、Club Monaco、Y-3、ecco及施華洛世奇等。化妝品店包括L'OCCITANE、SHISEIDO、ORIGINS、shu uemura及Chanel Fragrance & Beauty等。
2樓主要租戶為國際名店，主要租戶包括Hugo Boss、Bally、Montblanc、Brunello Cucinelli、Burberry、Ermenegildo Zegna、Valentino、Tiffany及Prada。食肆包括Bettys、礼日本料理、Starbucks及petite Amanda西餅店。
3樓主要租戶為佔地82,000平方呎連卡佛、Juicy Couture、及多間高級食肆。當中包括國金軒、Isola Bar & Grill、和歌山及Cafe Costa。戶外設1,000呎長的露天休憩空間給公眾享用。而商場室內的欄杆在2021年底加高。
2008年10月，業主將3樓其中一條連接一期的天橋改建為agnès b. LA LOGGIA店，該店是全球唯一的一站式agnès b.旗艦店，佔地超過15,000平方呎，齊集女裝、男裝、SPORT B.、VOYAGE、BIJOUX、花店、旅遊概念店、餐廳、咖啡店及朱古力店於一身。旗艦店已於2014年初結業，原址還原為多間名牌時裝店。到2021年，業主為商場3樓玻璃圍欄進行加高工程，防止自殺事件。
商場4樓頂層設佔地140,000平方呎平台花園，並設有5間特色的酒吧，包括H One、Isola Bar & Grill、Red Bar + Restaurant及The Box。遊人可在該處享受室外的微微海風，並遠眺維多利亞港的美景。2018年5月1日，由美心食品運營的美國連鎖快速慢食餐廳Shake Shack在4樓4018號舖開出香港首間分店。
2024年5月7日，由叙福樓集團運營的日本人氣漢堡扒餐廳挽肉與米（挽肉と米）在4樓4011號鋪開出香港首間分店。

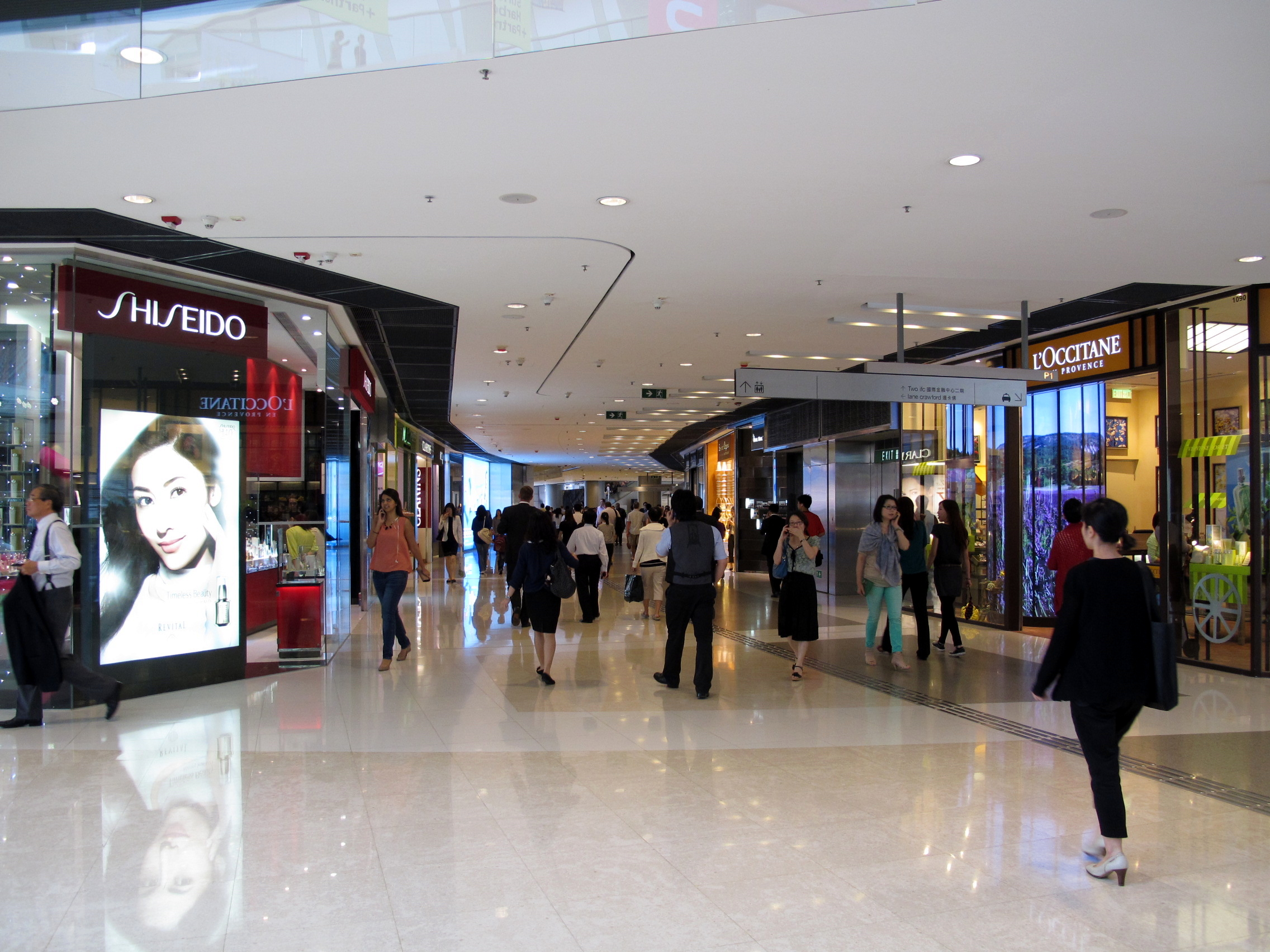
1樓化妝品店
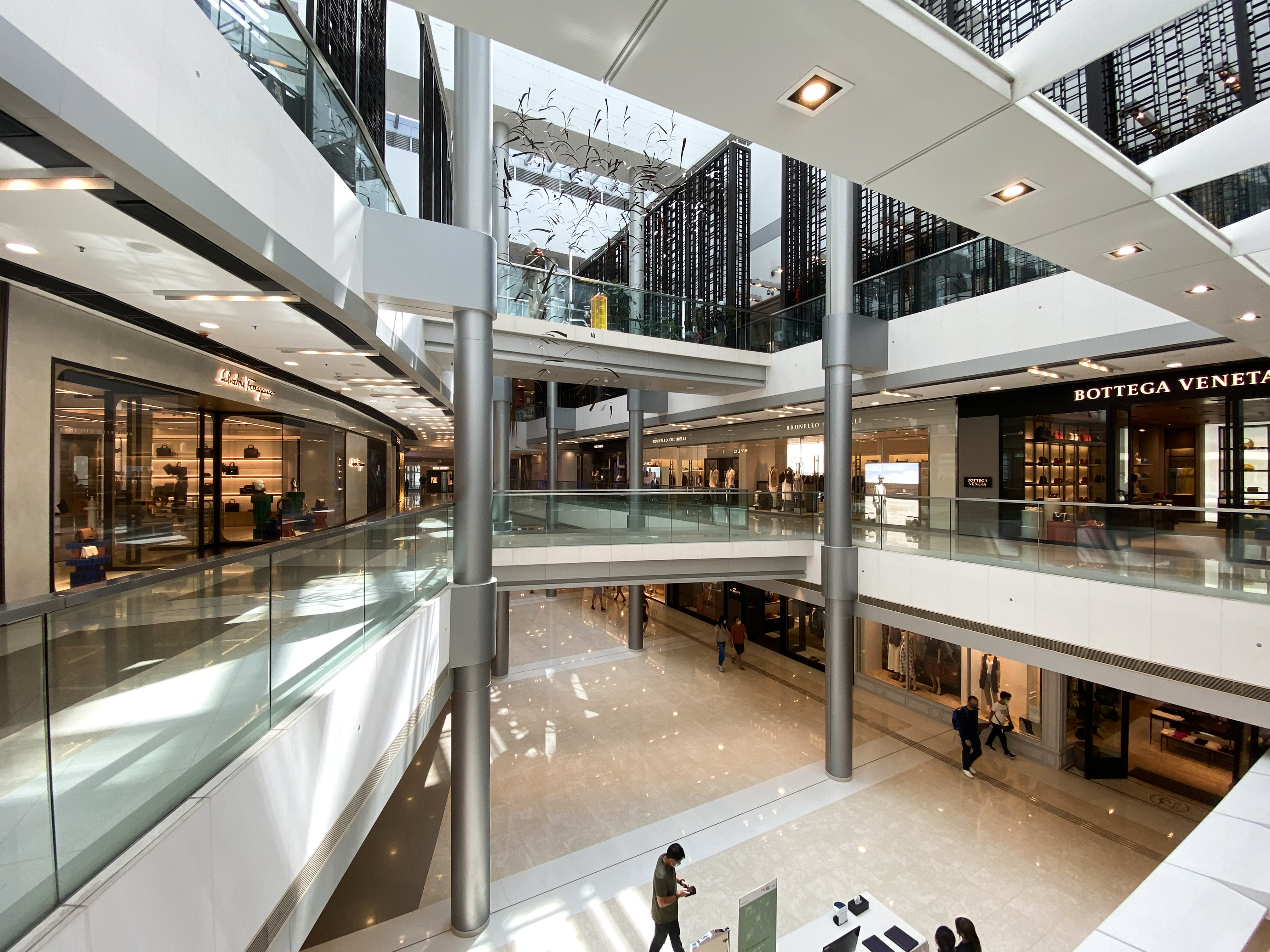
2樓商店
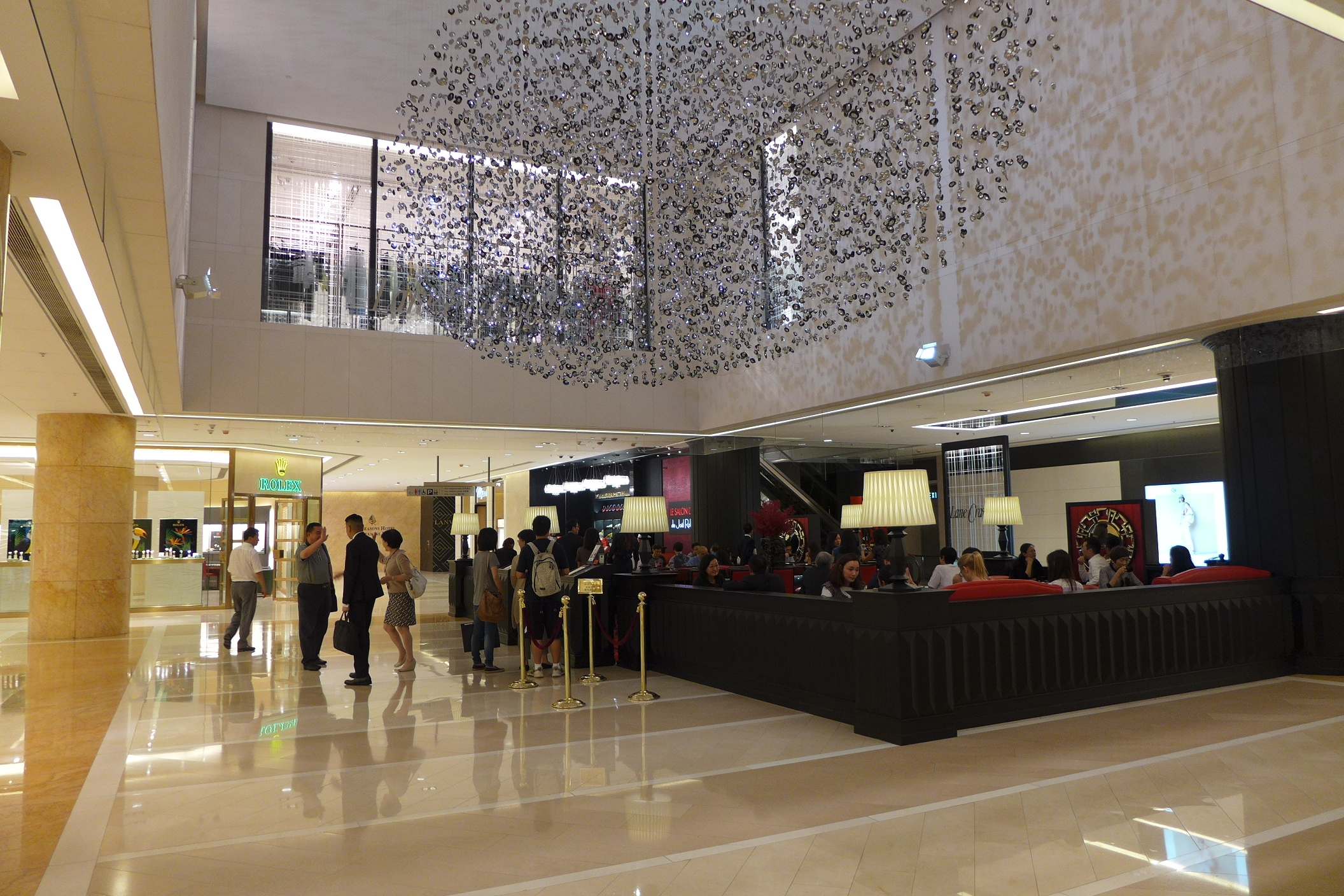
2樓商店，近香港四季酒店
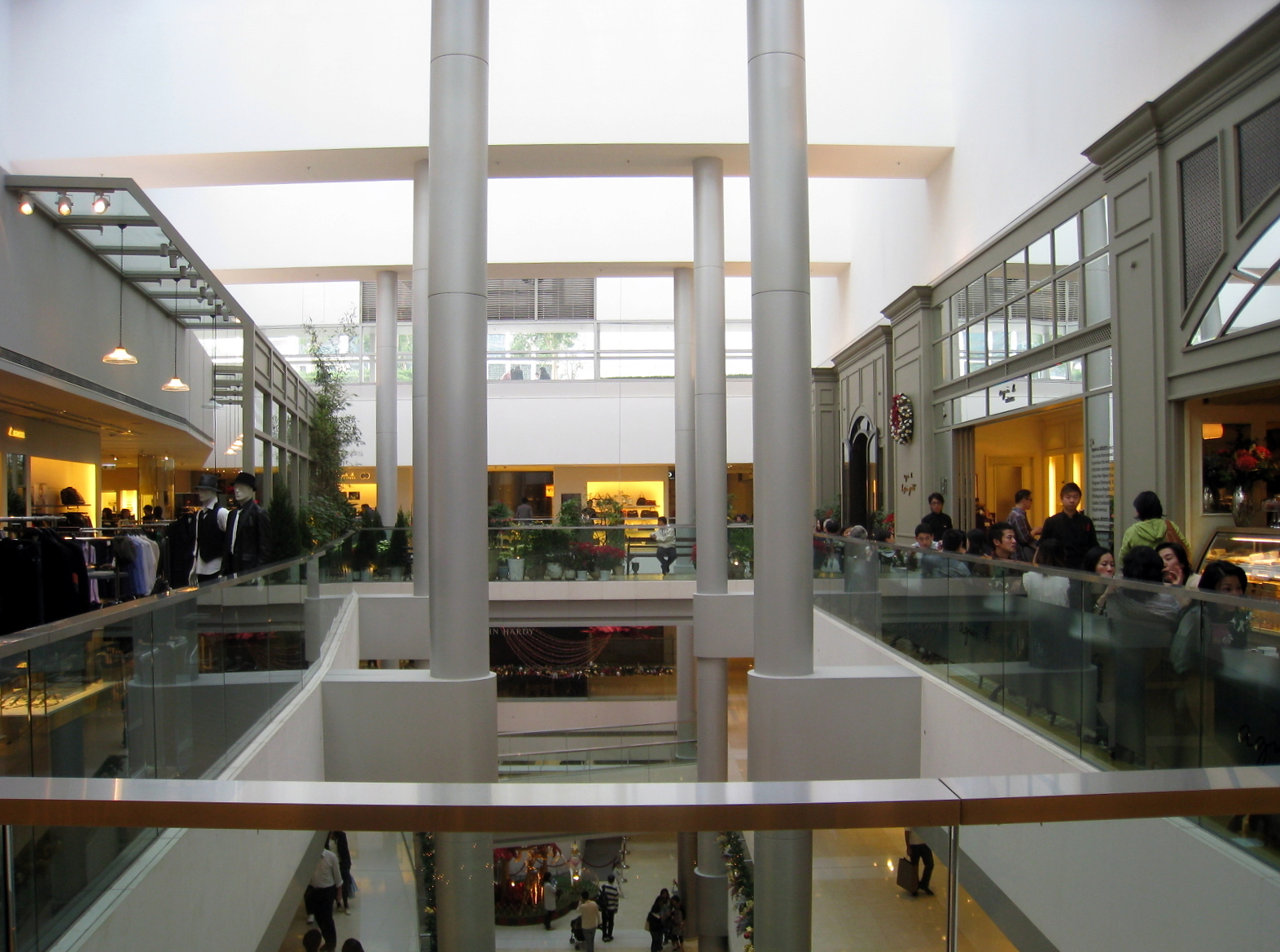
3樓agnès b. LA LOGGIA店（已於2014年初結業）
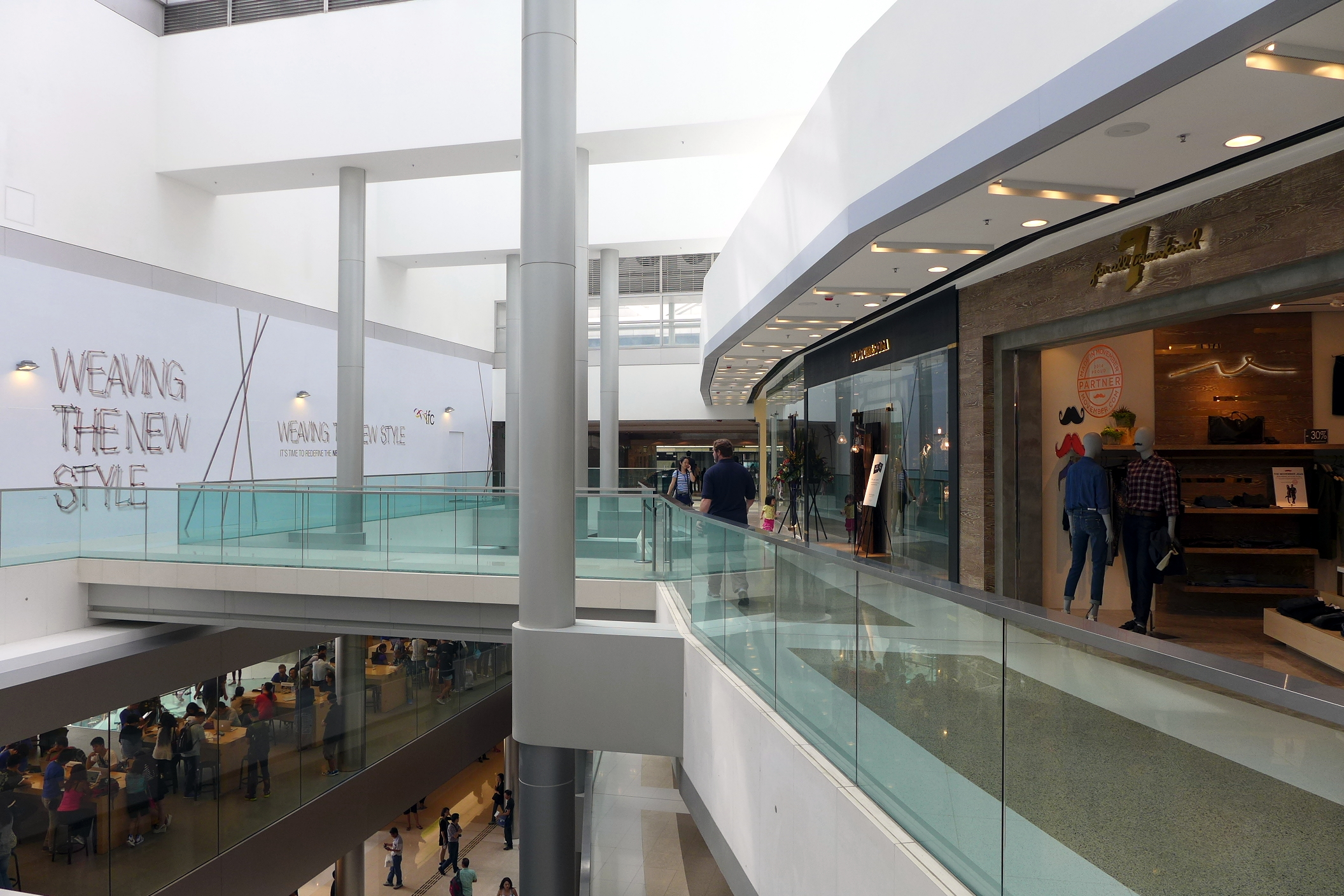
還原後的3樓

### Apple Store

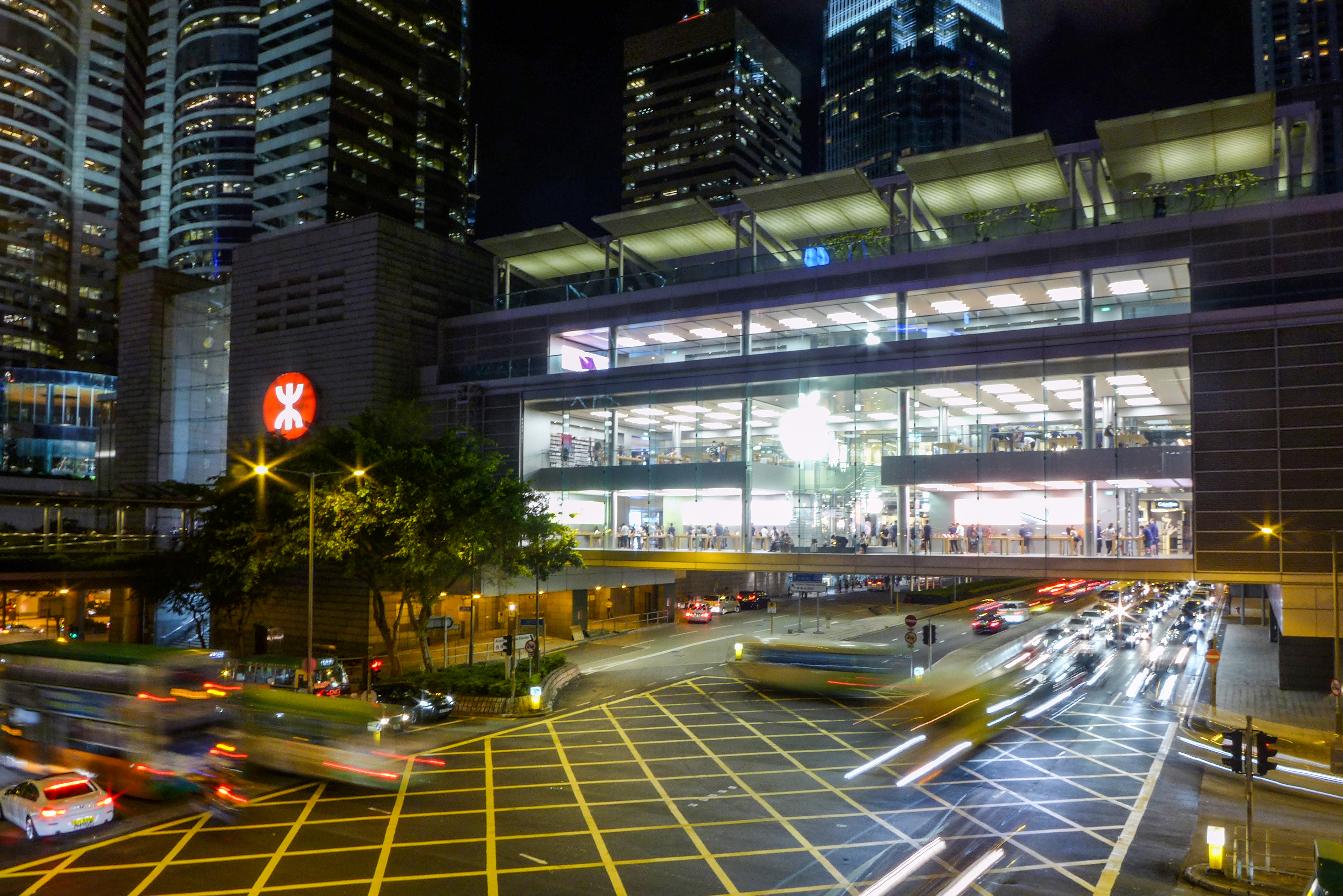
國際金融中心商場Apple Store

2011年2月25日，南華早報報道蘋果公司會租用國際金融中心商場開設香港首間蘋果零售店，指該店的租約為期10年，佔地15,000方呎，於2011年年底開幕。
2011年9月24日上午9時，香港首家Apple Store於國際金融中心商場開幕，是蘋果公司在美國境外的第100間分店。店舗開設於東面連接一期與二期商場的天橋上，正門設於一樓，由玻璃旋轉樓梯貫通兩層成為複式商店，並於面向龍和道的落地玻璃懸掛大型發光蘋果標誌。
蘋果店內分為出納區及陳列室。店內蘋果電子產品供公眾人士免費試用，顧客如有要求，可以有駐場技術人員一對一即時指導。

## 重要活動
- 2004年10月，法國國寶，畫家畢加索在1917年為俄羅斯芭蕾舞家狄亞基列夫（Serge de Diaghilev）同名芭蕾舞劇繪畫的最大幅帷幕畫《巡遊》於國際金融中心商場展出，並由專程來港的法國總統希拉克主持儀式。為保護此幅作品，商場需特別安裝深色的布簾遮擋強光，及把燈光調至較暗，以免損害畫上的油彩；保安亦需特別加強。
- 2008年12月，商場在一樓中庭矗立全港首創，高達40呎的室內旋轉摩天輪聖誕裝飾，其裝嵌過程動員超過20名技術人員及耗時10日完成，為本港購物商場史上獨有。
- 2009年5月，國家地理頻道在商場展出亞洲首座一比一大小的幼藍鯨雕塑，以模仿一條年約九個月大的雌性藍鯨，為公眾介紹此海洋瀕危動物的真實一面。
- 2010年6月，全港第一古董香水瓶收藏家高世章，於國際金融中心商場舉辦《尋香記》《Time In A Bottle》古董香水瓶展覽，首度公開其精選百件絕版古董香水瓶珍藏。高氏把香水瓶歸納起來，想出13個場景，用香水瓶充當角色去訴說一對戀人的傳說。
- 2012年6月22日至7月8日，「羅傑斯‧史達克‧哈伯＋合伙人事務所：從住宅到城市」於商場展出。是次展覽是繼2007年首次在法國巴黎龐比度中心展出後，再作巡迴展覽，繼倫敦、巴塞隆拿、台北及星加坡等地後的香港站。展覽透過理查·羅傑斯（Lord Richard Rogers）及其事務所40年來的優秀作品，向參觀者展示建築對城市定位與發展、及人們日常生活的互動關係。

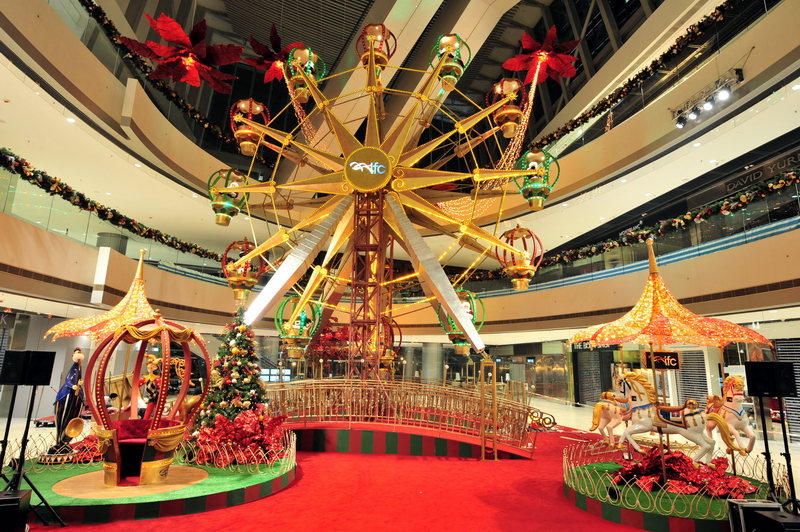
2008年聖誕裝飾
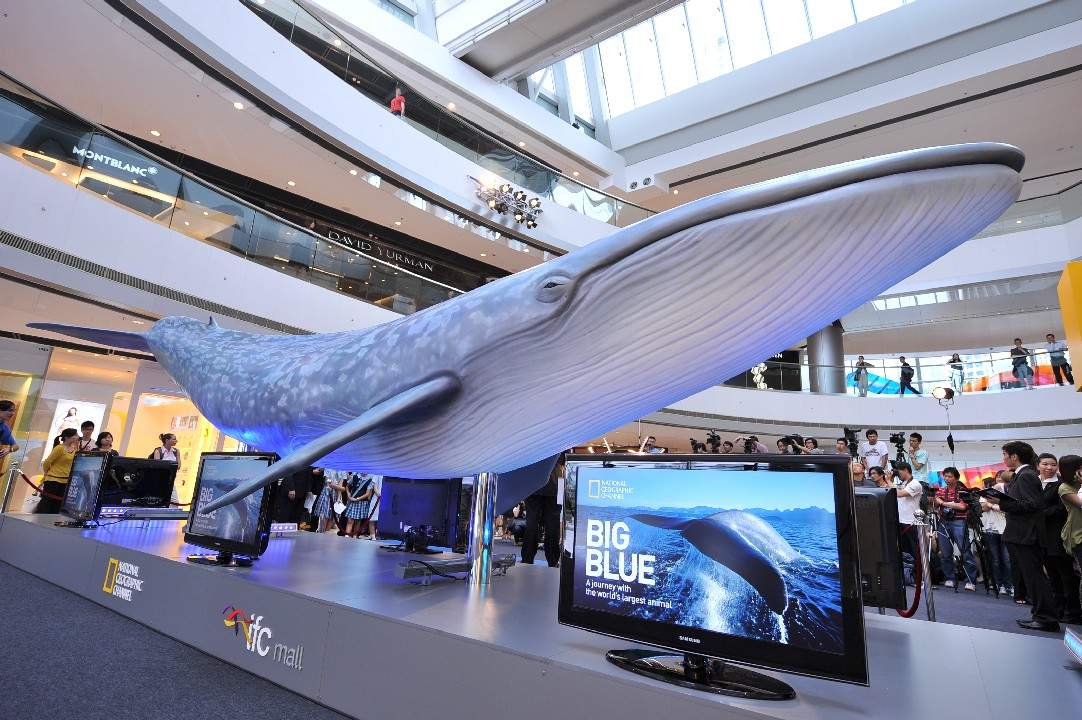
2009年國家地理頻道幼藍鯨雕塑
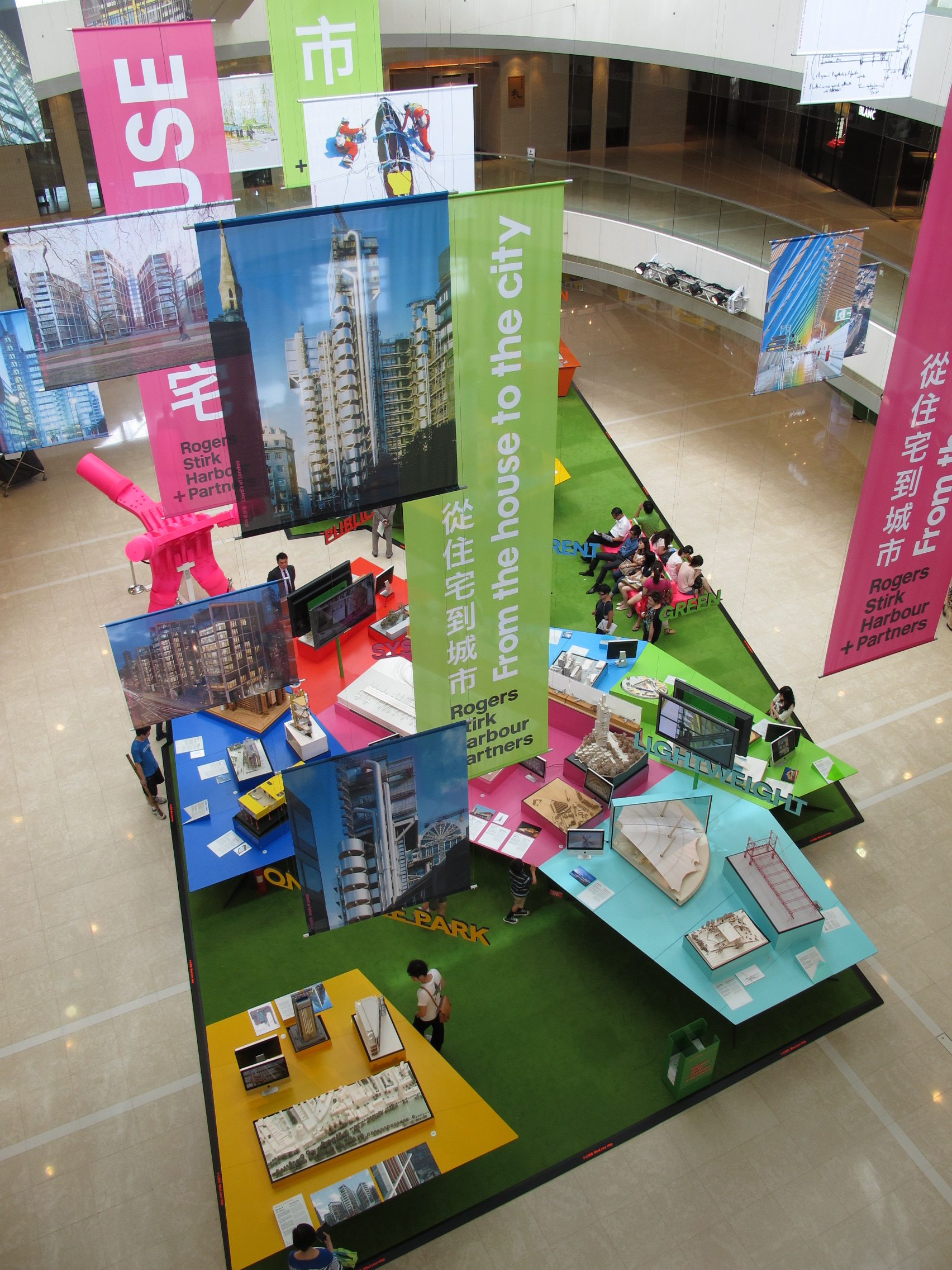
2012年「羅傑斯‧史達克‧哈伯＋合伙人事務所：從住宅到城市」展覽
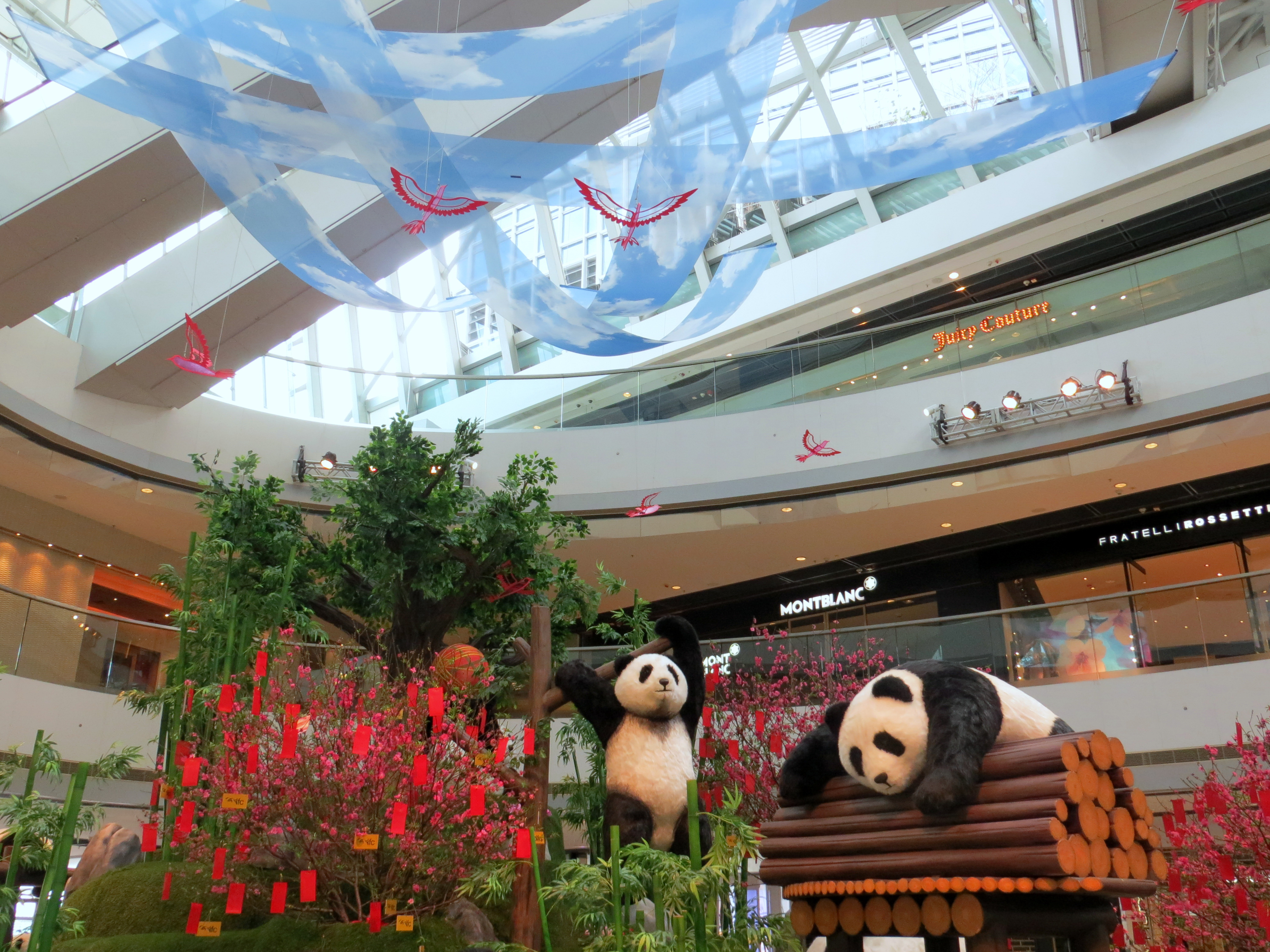
2013年新春「大熊貓豐足園」裝飾

## 事件

### 短樁案
此商場涉及短樁貪污案，有關罪行於1997年5月至11月期間發生，其87支樁柱只有五支合格，廉政公署於1998年收到舉報後展開調查，事後已進行糾正工程。此事件一共有13人被捕，分別被判入獄1年至3年零8個月不等。其後一名公司東主遭到美國聯邦調查局應廉署要求緝拿被告，並於2000年5月在紐約拘捕，其後進行引渡程序，從美國返香港接受檢控，在2000年9月20日被區域法院法官韋毅志判處監禁3年半。此事件亦是導致承建商青木建設於2001年破產的導火線之一。

### 反修例相關示威

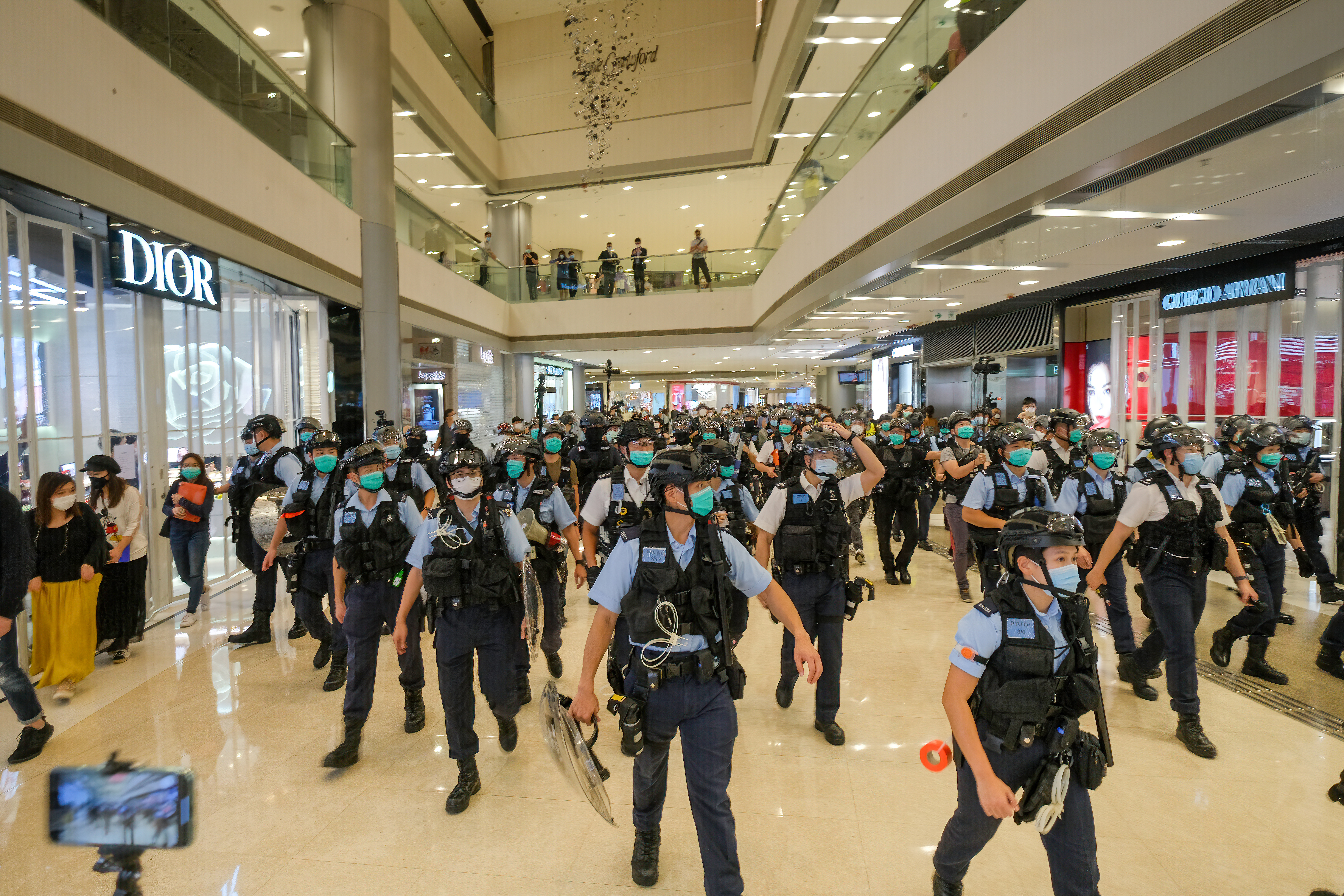
2020年4月28日，大批軍裝警員闖入商場進行驅趕

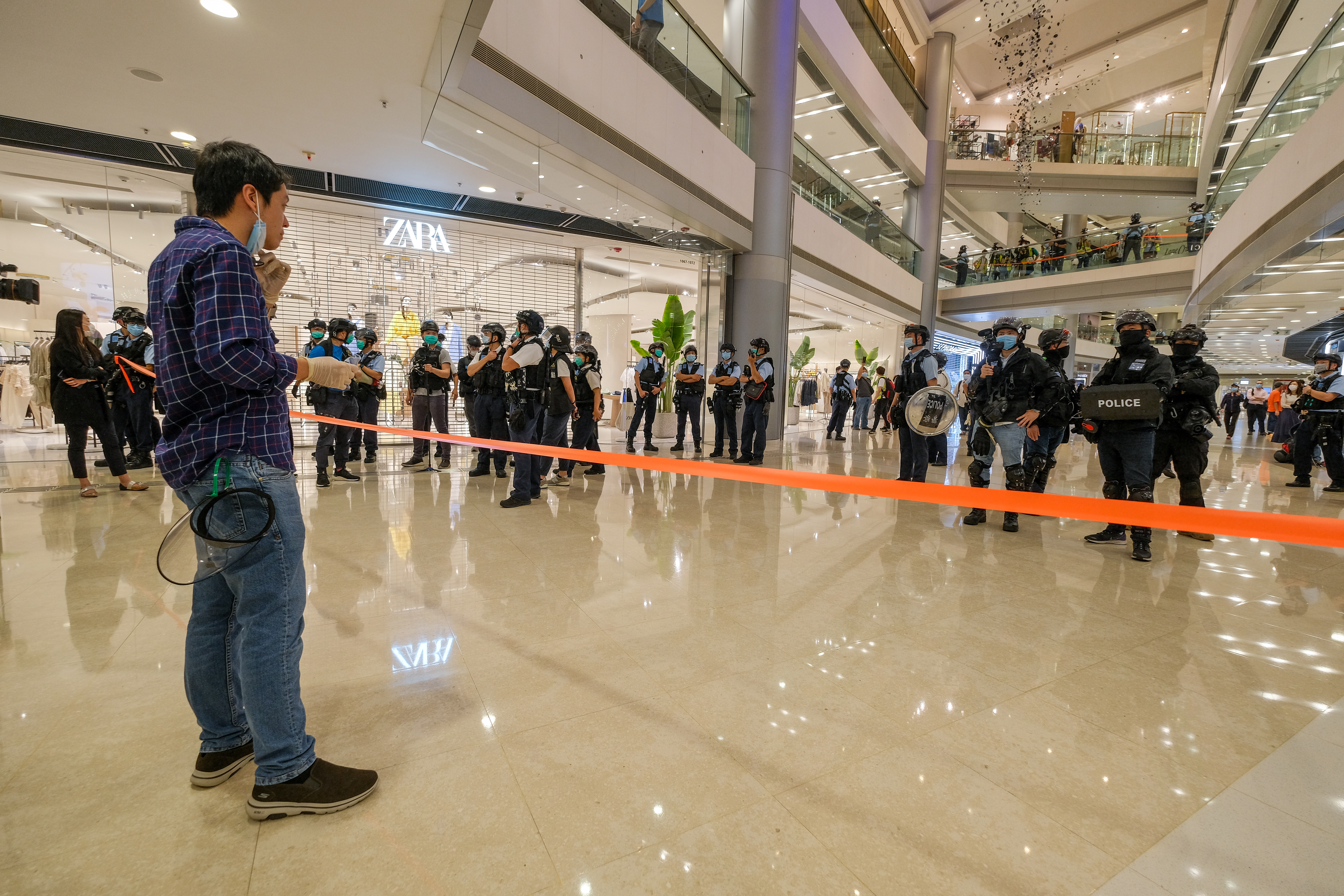
立法會議員許智峯到場，要求警員不要再進入商場內滋擾市民

2019年9月12日中午，有過百名人士發起「快閃唱國歌」行動，於商場中庭以「快閃」形式高唱《義勇軍進行曲》，並展示中國國旗、區旗及宣傳單張，更在2樓欄杆位置掛出一幅大型國旗。該批人士其後高唱國歌，並大叫「中國加油」等口號。商場內亦有不少中環白領及市民見狀逐漸聚集，隨即高唱《願榮光歸香港》反擊，引起衝突。人群於約下午2時後陸續散去。
2020年4月28日傍晚6時許，數十名市民在商場中庭參與「和你唱」活動，多次叫口號和唱《願榮光歸香港》。而活動舉行前，大批軍裝警員在商場多個入口外戒備。到6時30分，兩批警員闖入商場多個樓層，並在中庭位置設起封鎖線，驅趕在場的市民及記者。警方開咪稱违反新冠疫情下的限聚令，警告在場市民不要在商場聚集，多間商店拉閘。另一批警員在中庭和商店外截停數名市民，包括劉定成，並發出定額罰款通知書。劉定成批評警方沒有給予時限讓市民離去，也沒有進行警告，認為警員做法無理，不會繳交罰款。有剛下班的人士認為警方濫用「限聚令」票控市民。
到晚上約7時，立法會議員許智峯到場，要求警員不要再進入商場內滋擾市民，認為警員入內令場面更混亂和讓更多人聚集。其後中西區區議員葉錦龍、黃永志及任嘉兒也到場。警員一度曾短暫離開IFC商場，期間有打扮成領導人金正恩的市民出現。到晚上約7時半，近200名軍裝警員再度闖入商場截查多人，引起在場的市民不滿，也有人留在商場內唱歌及叫口號。警員於晚上9時許離開商場，到香港站B1出口截查市民，有7名由長洲回市區的青少年表示在進入商場時被截查，之後帶到站內登記身份證後才獲得放行。當日警方票控四男二女，乃首次有人於商場內被票控。

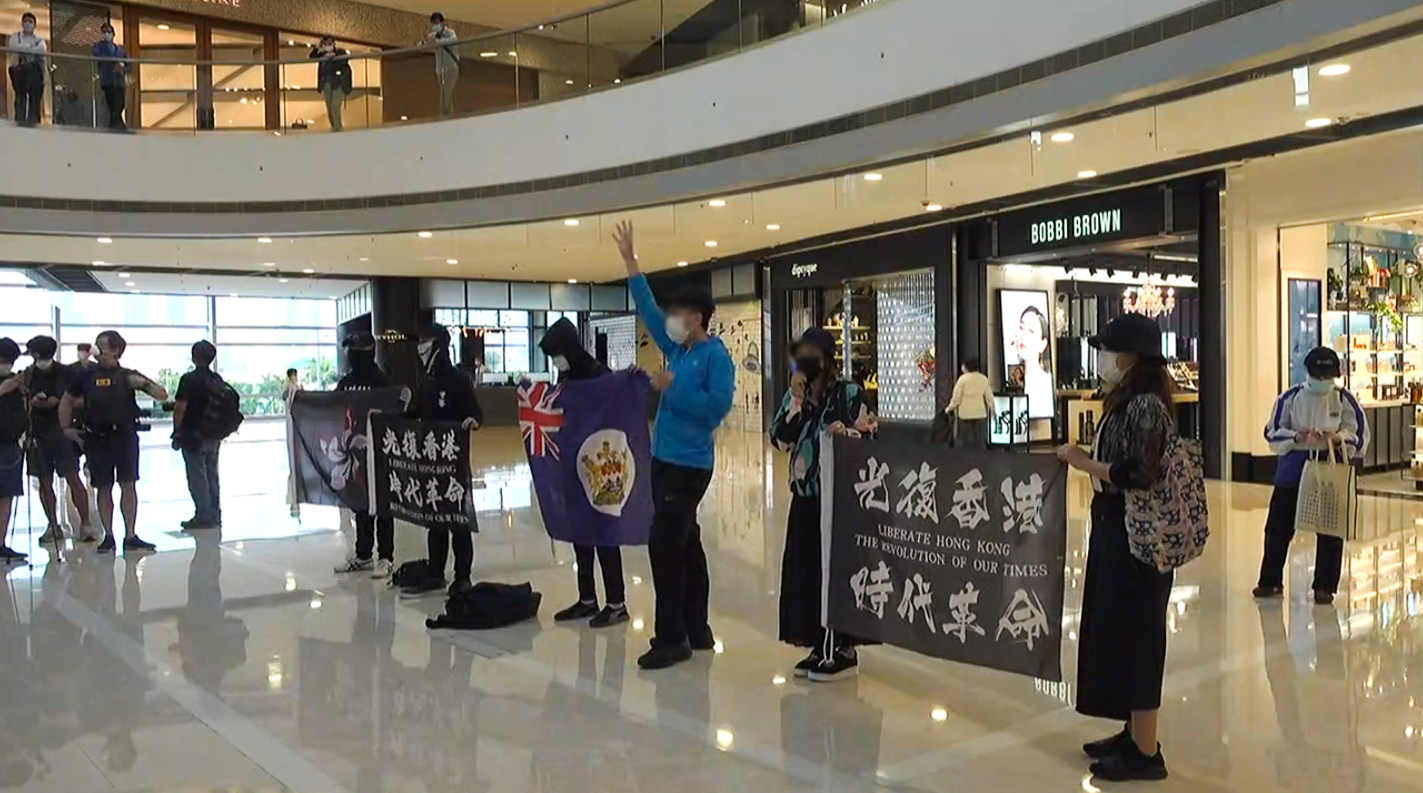
數名市民在中庭參與「和你唱」活動
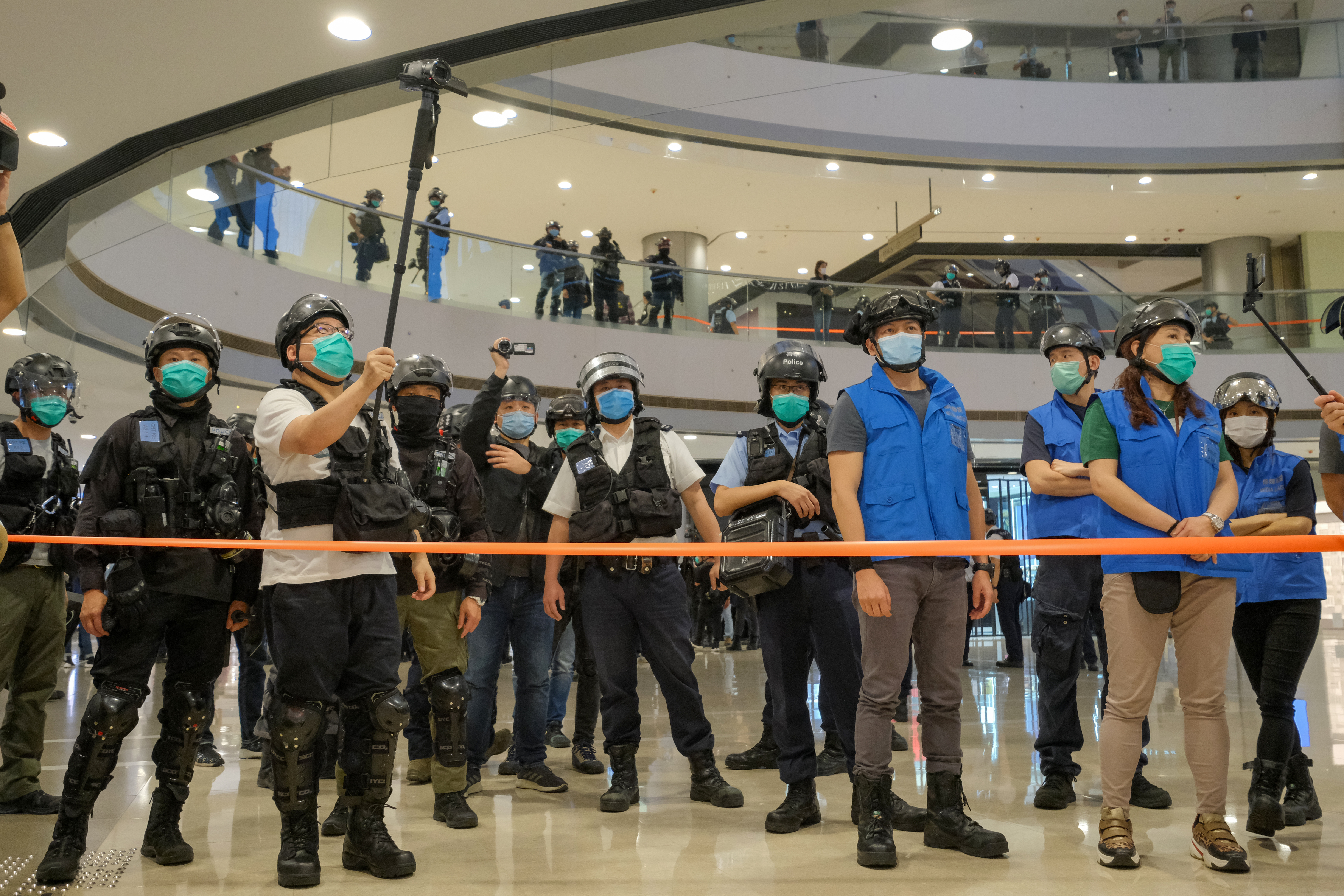
警員在中庭設封鎖線，並用攝錄機拍攝在場的市民
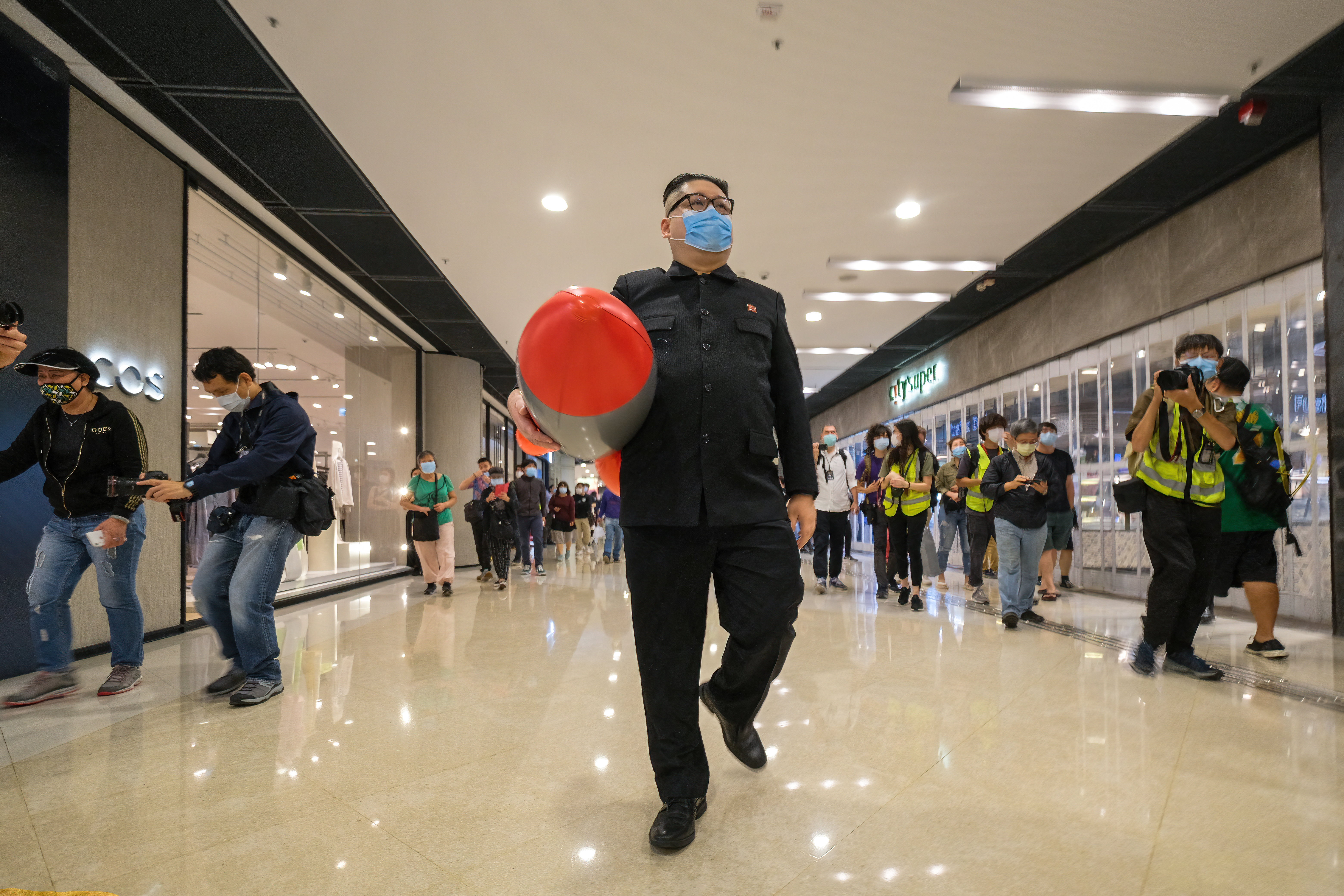
打扮成領導人金正恩的市民在商場出現
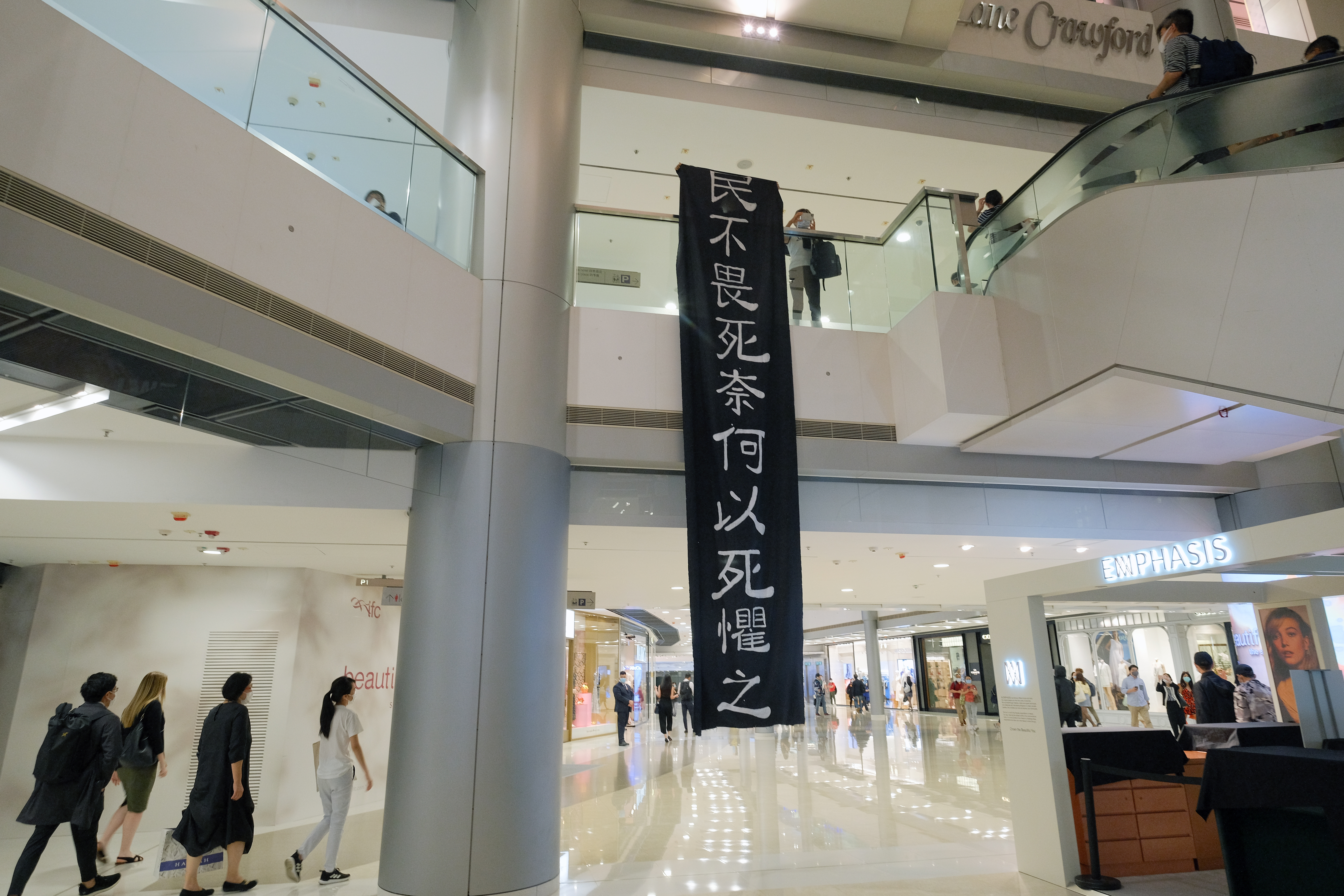
有人在商場掛起寫有「民不畏死奈何以死懼之」的直幡
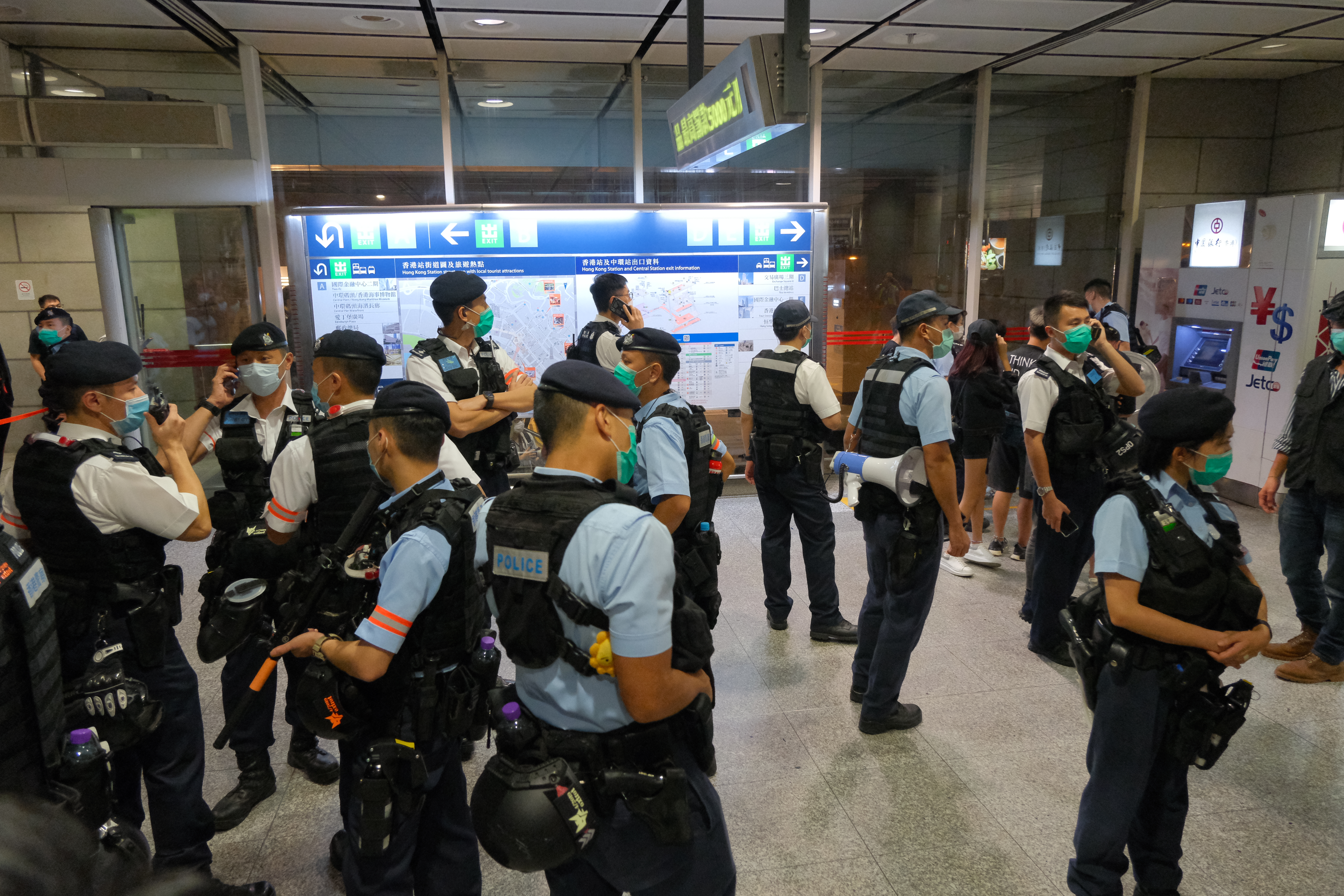
警員於晚上9時許離開商場，到香港站B1出口截查市民

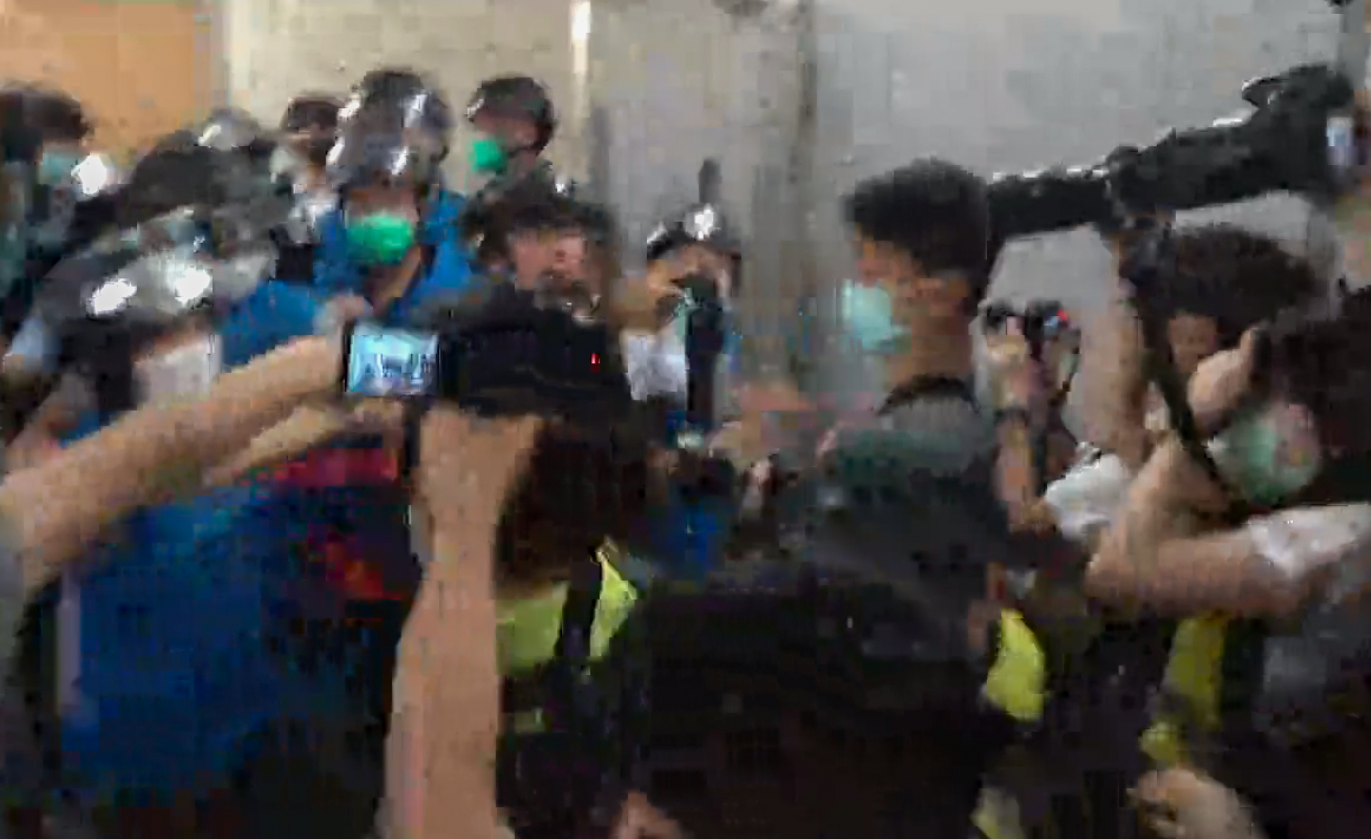
警員將浸大編委記者至後樓梯期間，向多名正進行採訪中的記者使用胡椒噴劑

2020年5月8日中午，有人在商場Apple Store外舉行「和你Lunch」，警員在3樓警告後，大批警員進入商場驅散及截查多人。混亂中，浸會大學編委記者鄧澤旻被多名警員包圍，其後理論期間更被警員按壓頭部，制服在地上，記者涉嫌「在公眾地方行為不檢」被捕。而警員將浸大編委記者至後樓梯期間，向多名正進行採訪中的記者使用胡椒噴劑驅散，有人感到不適。警方表示，共票控6男3女違反「限聚令」，年齡介乎17至63歲，包括東區區議員曾健成。並拘捕一名21歲男子。晚上，香港浸會大學傳理學會和記協發出聲明，譴責警方無理使用武力阻礙傳媒採訪，促請警方清楚交代事件。

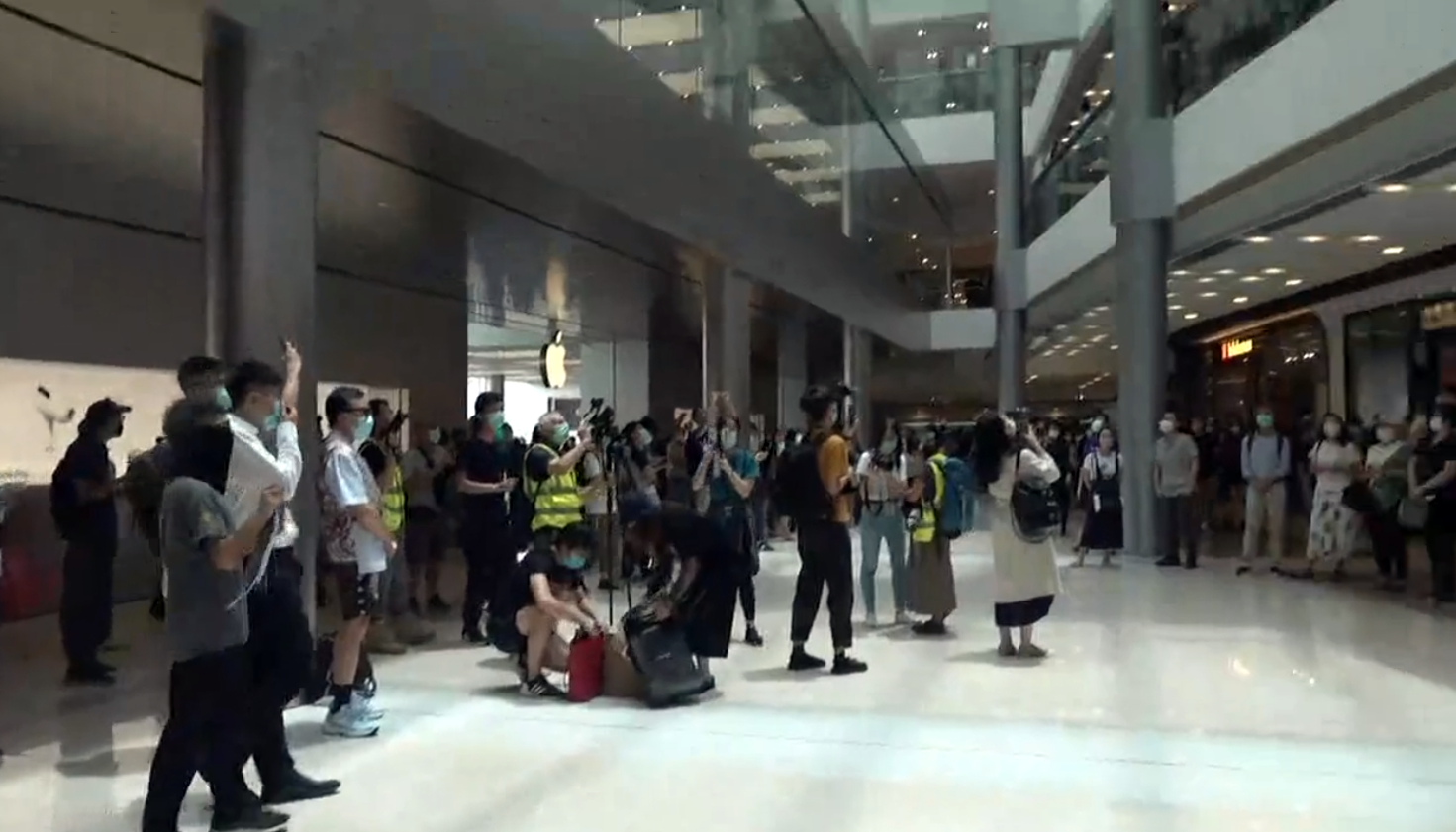
數十名市民在中環國際金融中心商場的Apple Store外舉行「和你Lunch」
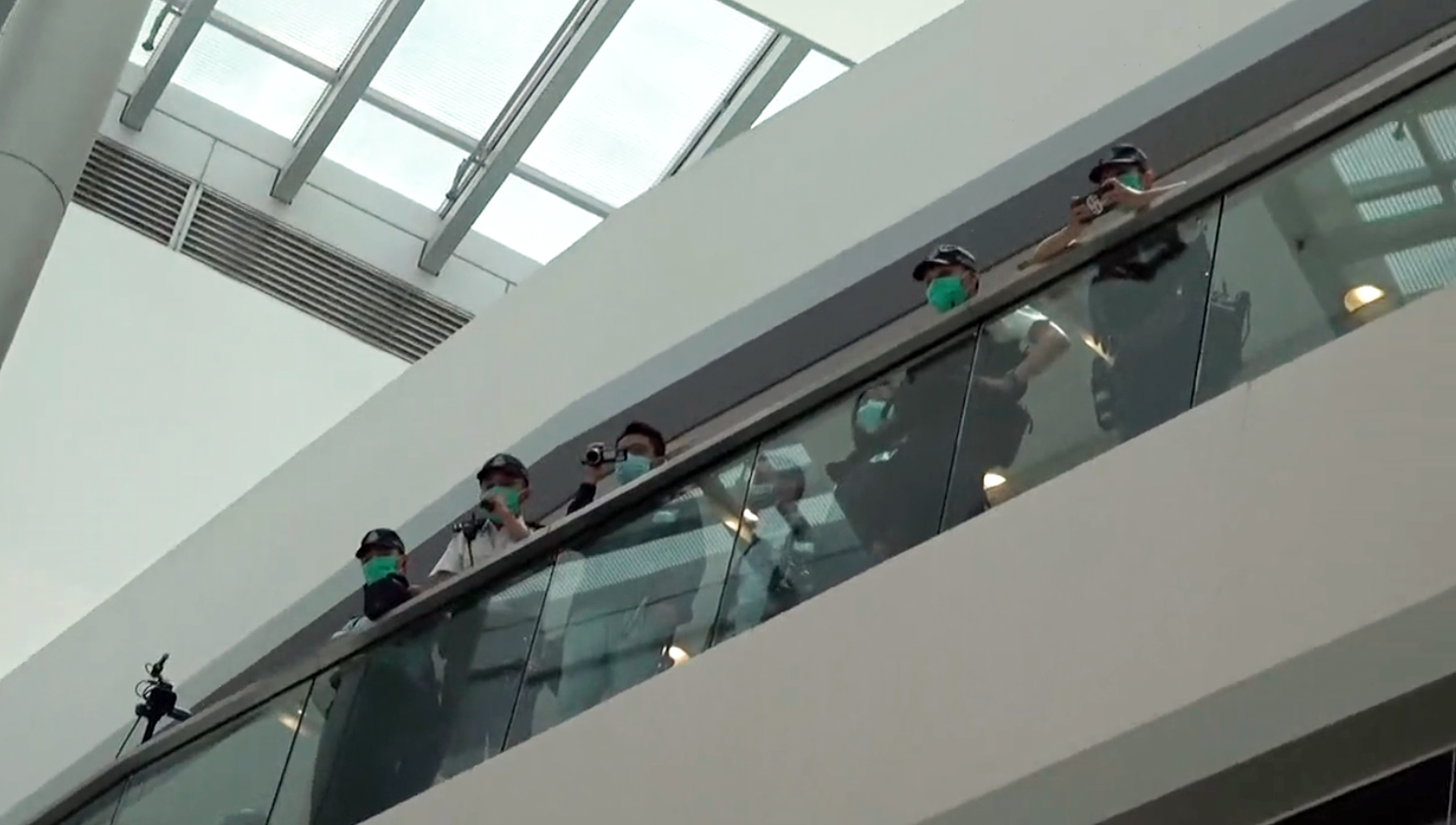
警員在商場3樓警告和使用攝錄機拍攝在場市民
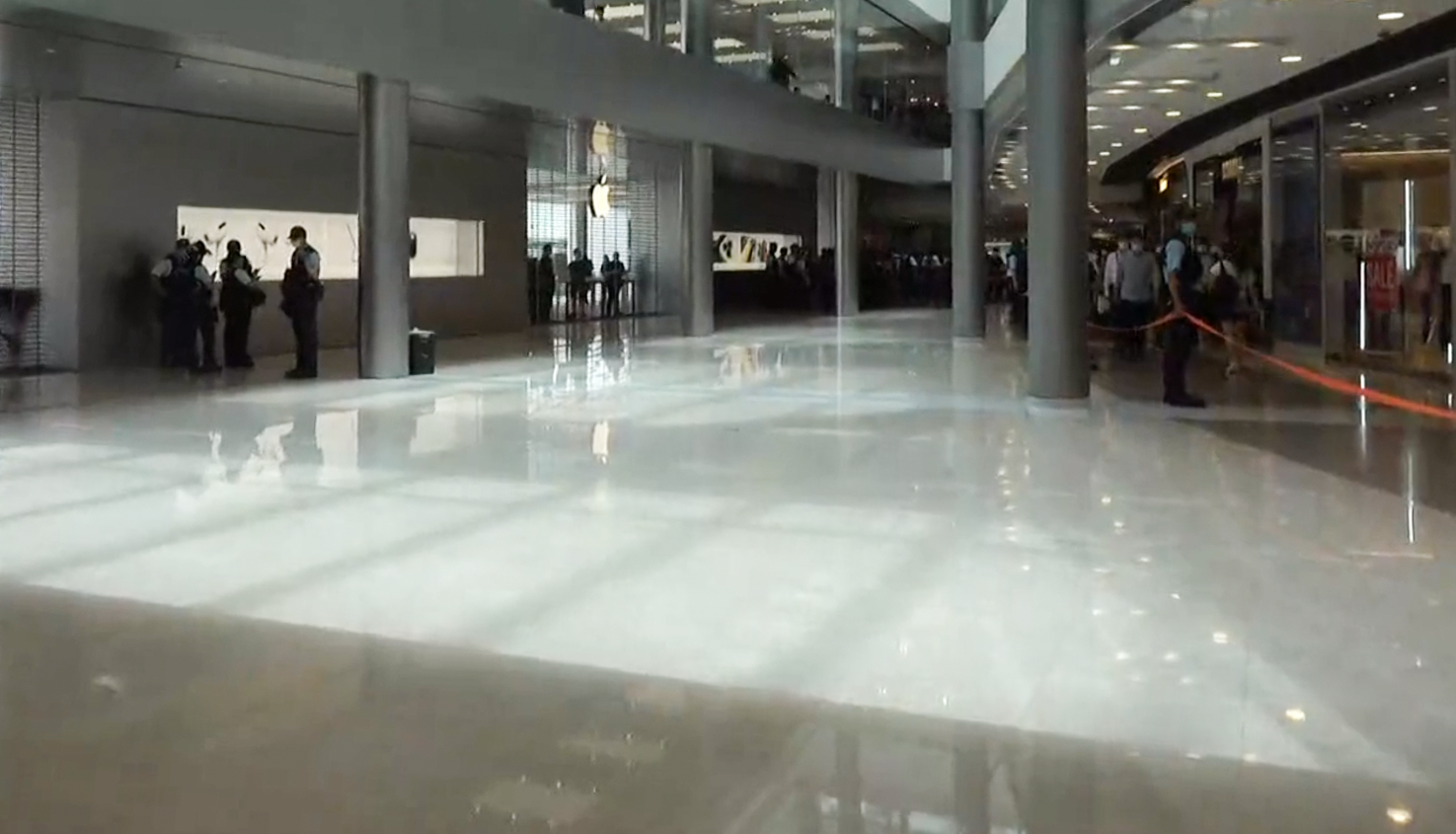
警員進入商場後封閉通道
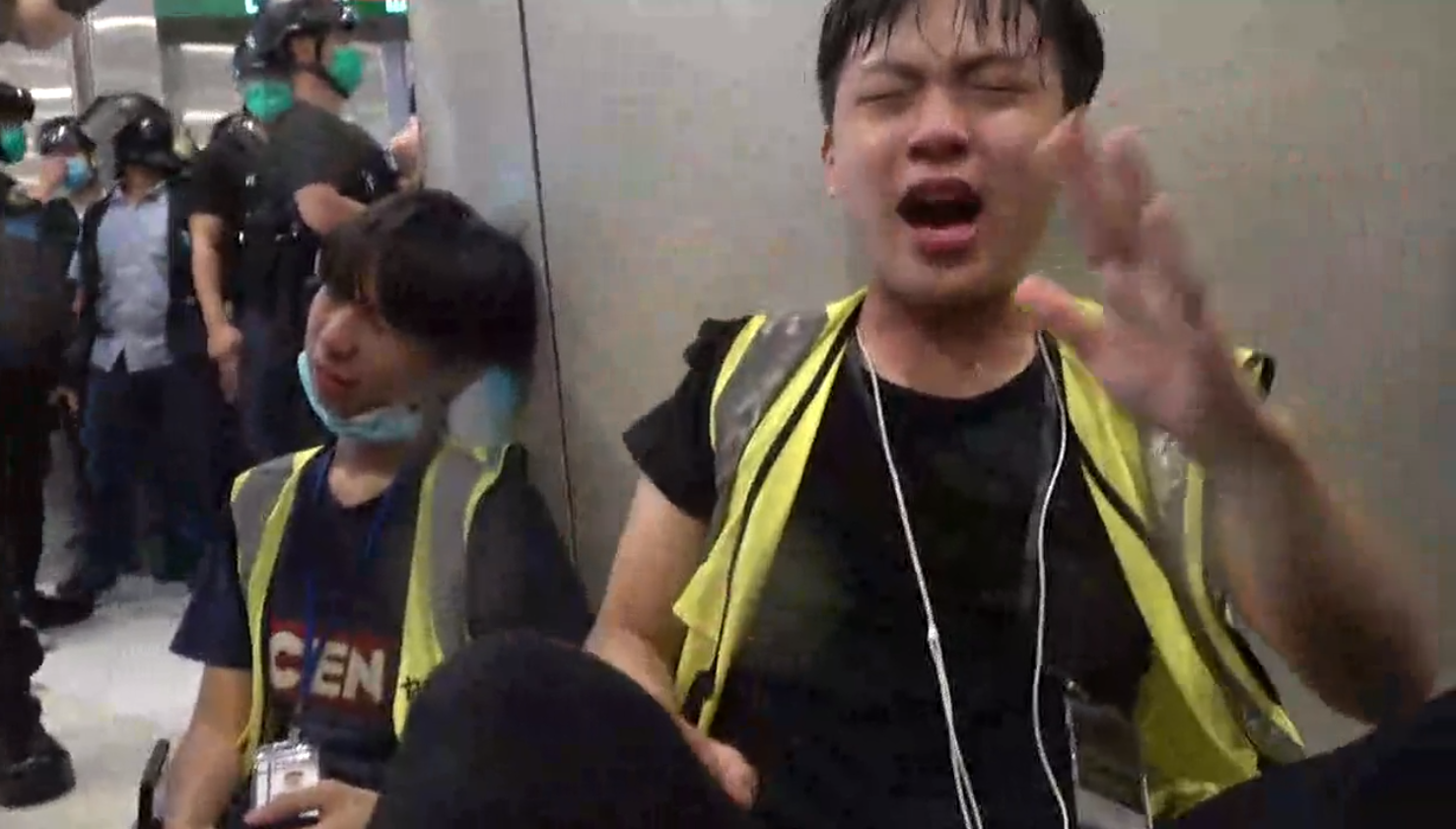
警員使用胡椒噴劑驅散，多名記者感到不適
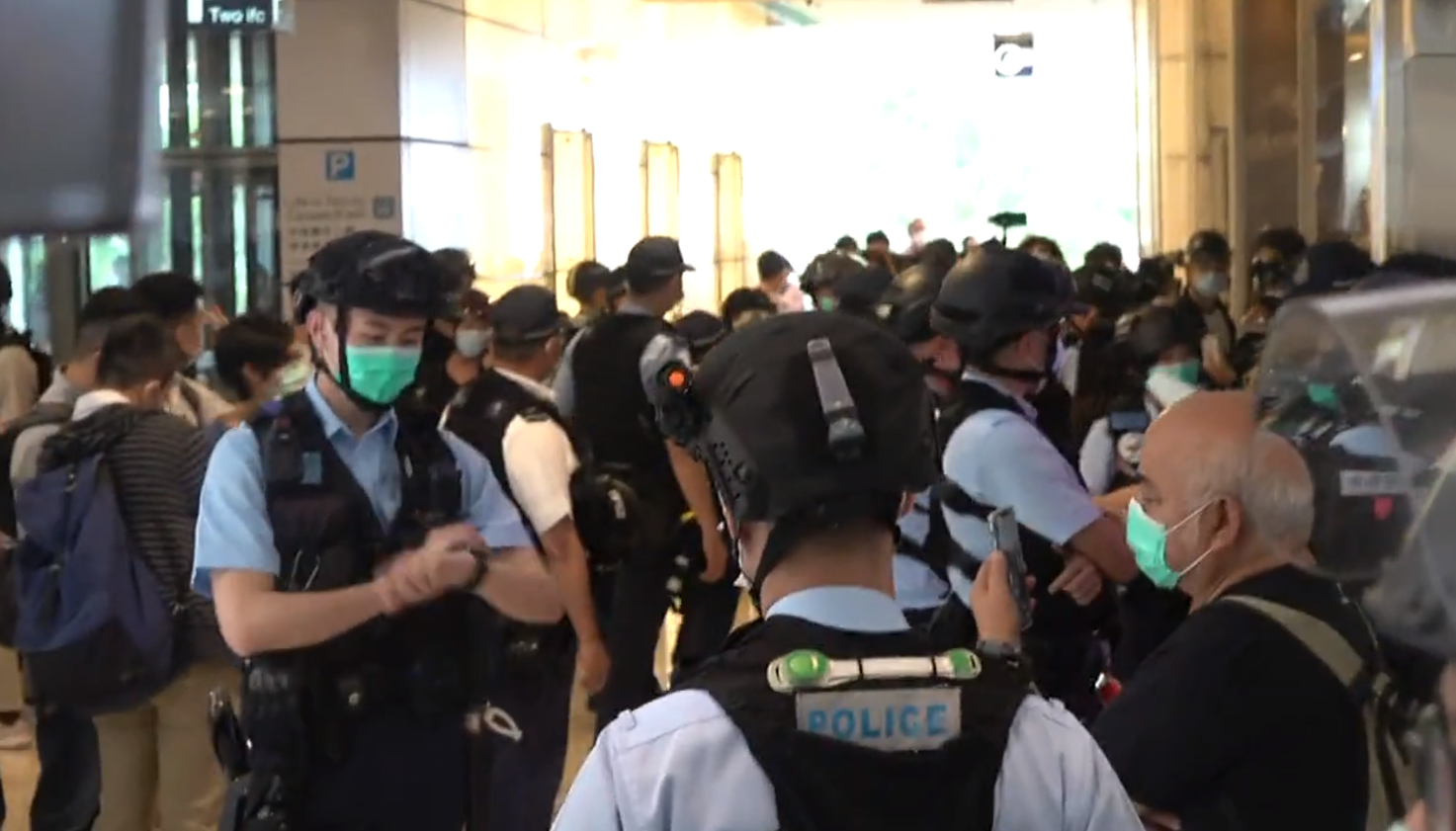
警方共票控9人違反「限聚令」，包括東區區議員曾健成

2020年6月16日傍晚，數十人到商場中庭舉行「和你唱」活動，有人揮動代表香港的藍白新旗幟，並唱《願榮光歸香港》。及後有人稱附近有防暴警和便衣警員出沒，部分人散去。到晚上9時許，有市民發現有便衣警員後一度起哄，該名男子其後由多名保安護送下離開。而商場外面有大批防暴警員戒備，並一度衝入商場，截查數名拍攝警方的男子。

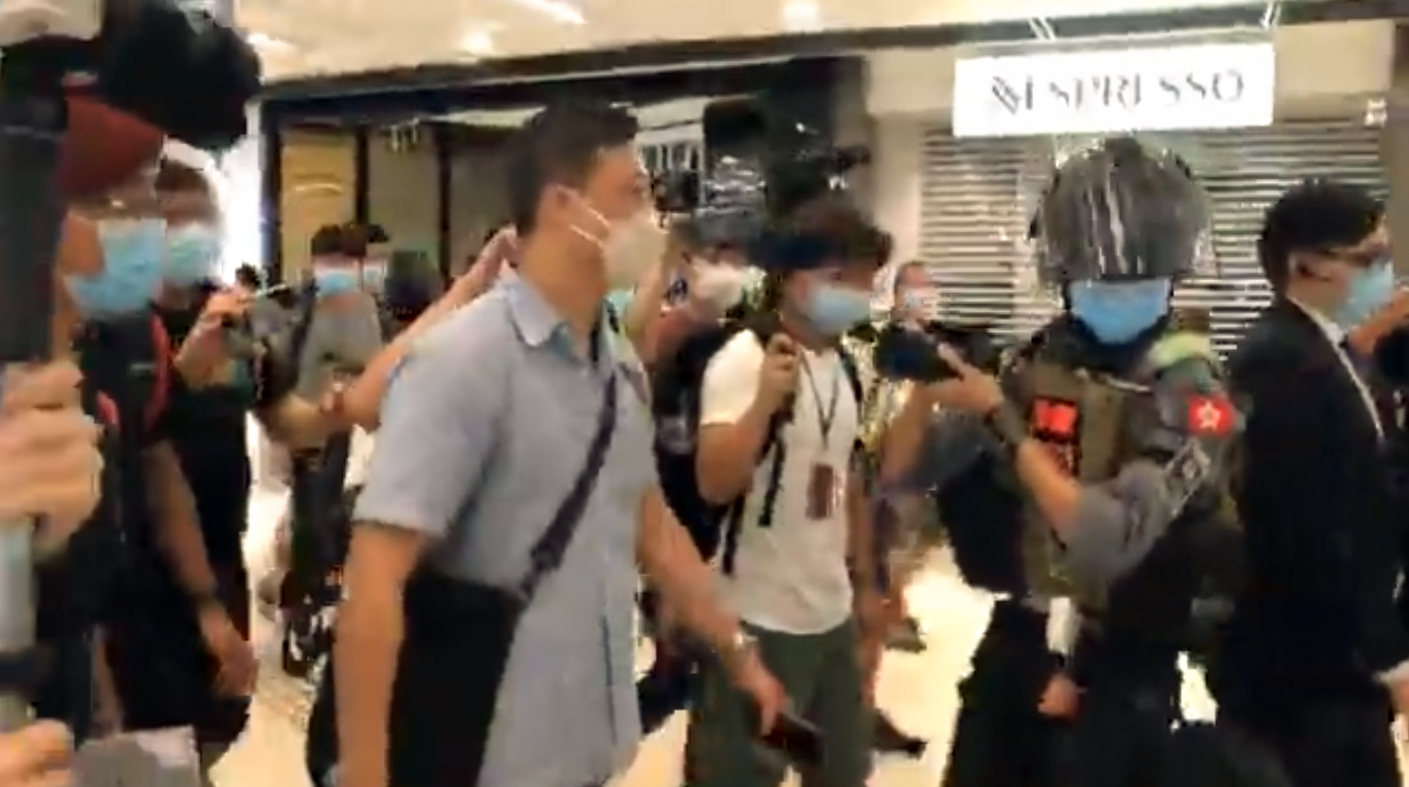
晚上9時許，有市民發現有便衣警員後一度起哄
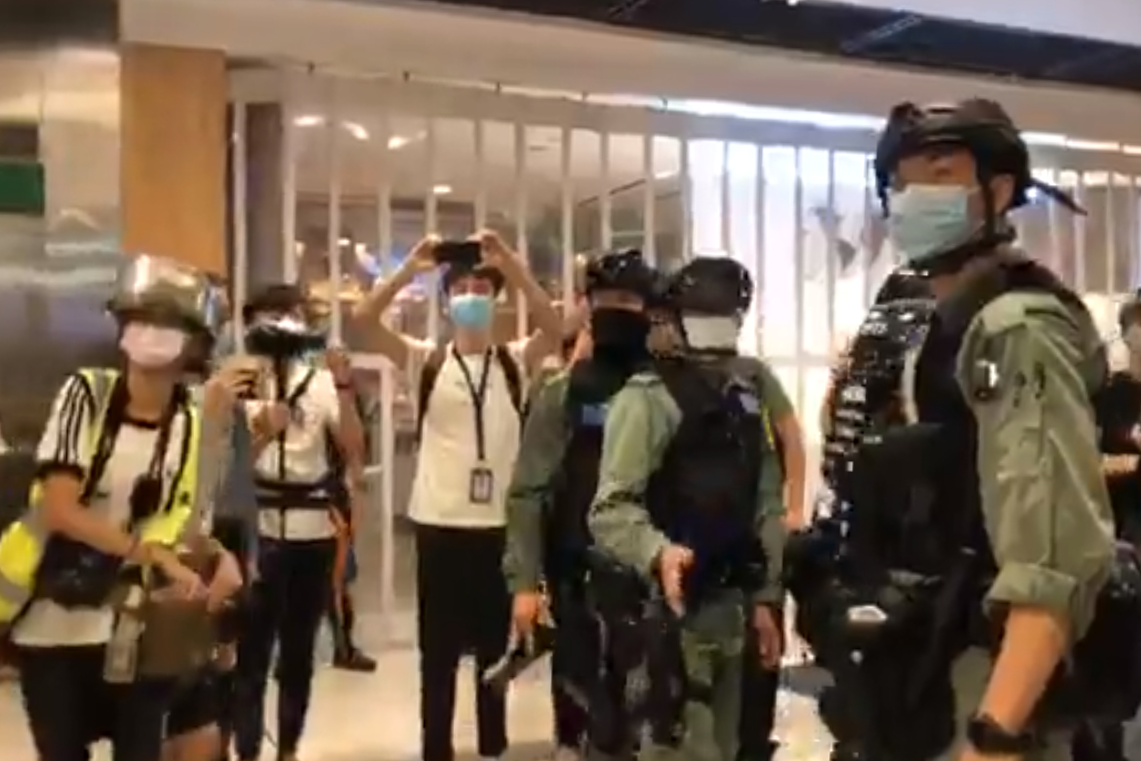
防暴警員衝入商場
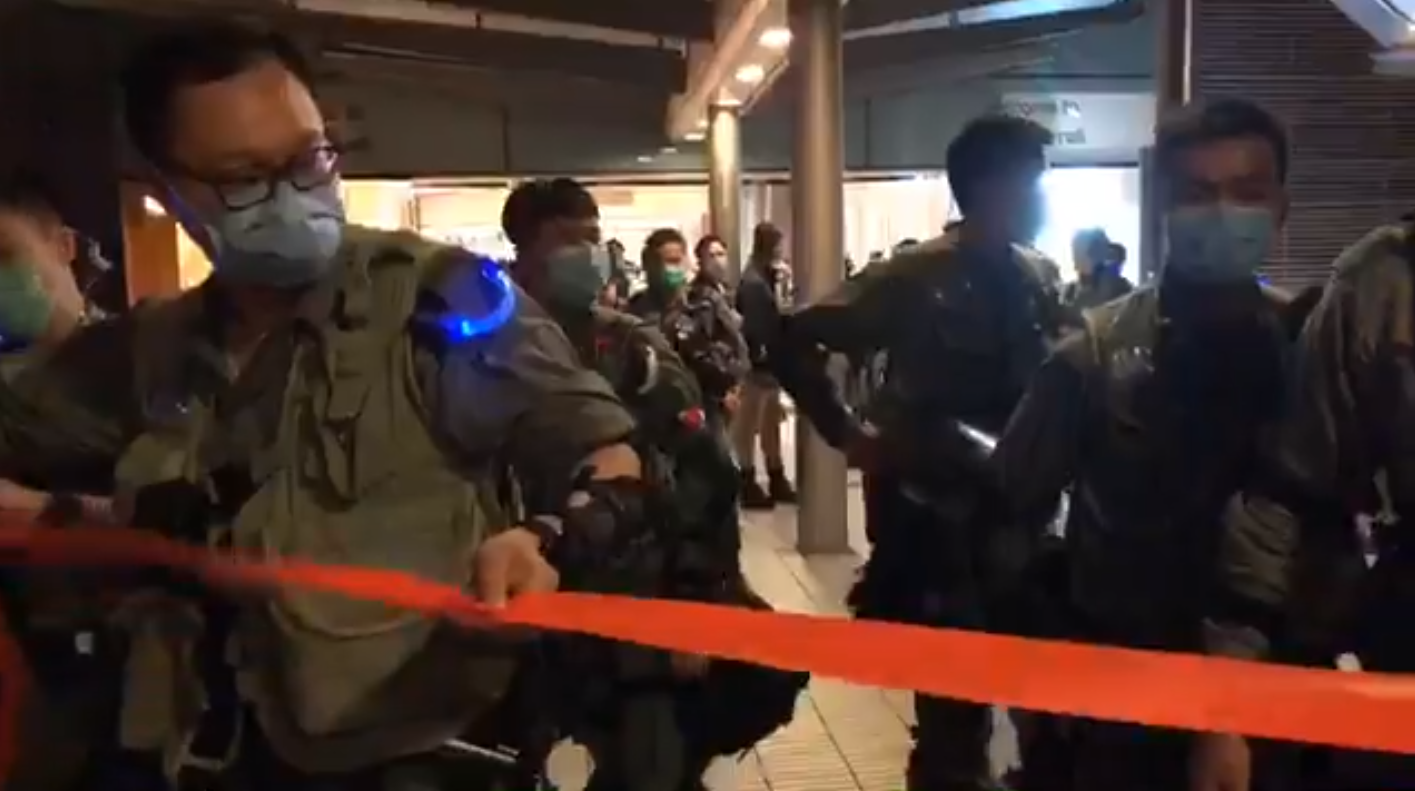
防暴警員一度設封鎖線，無法讓記者進入商場
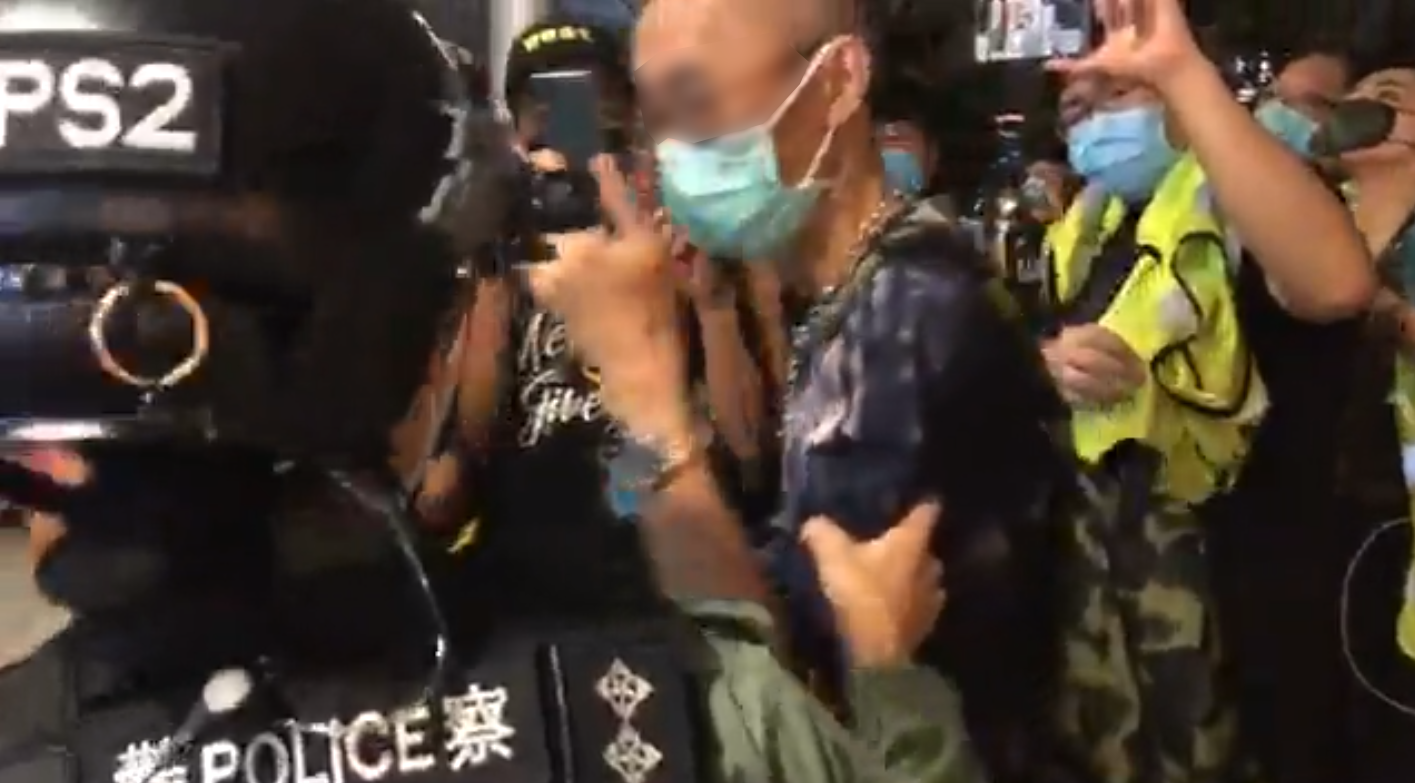
一名女防暴警認為用手機拍攝的男子並非記者，強行將他帶走截查
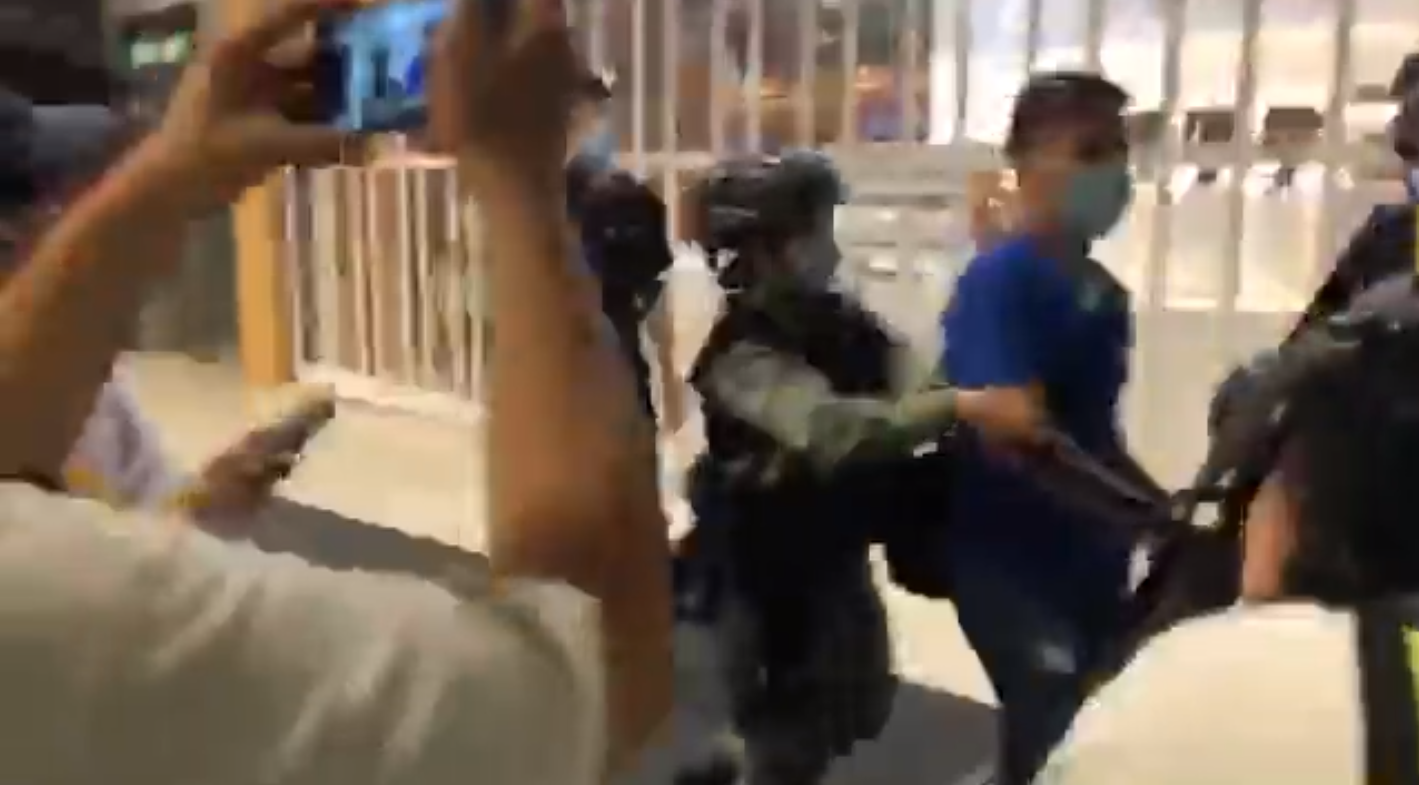
該名女防暴警之後衝入商場，再將另一拍攝警員的市民強行帶走截查

## 交通
國際金融中心底層連接中區行人天橋系統，連接鄰近建築物包括交易廣場、香港郵政總局、遮打大廈及中環碼頭。在地面則設有有蓋巴士總站、的士站及停車場等交通設施。